# قائمة عملات العراق المعدنية
بدأ إصدار أولى العملات المعدنية في المملكة العراقية إبان حكم الملك فيصل الأول في عام 1931، واستمر صدورها حتى توقفت في عام 1991 بعد حرب الخليج من قبل الرئيس السابق صدام حسين، وصدرت بعد ذلك في عام 2004.
في هذه القائمة أهملت بعض الإصدارات غير المؤكد تداولها لكنها مذكورة في فهارس العملات مثل إصدار 5 فلوس وإصدار 10 فلوس لعام 1980، كما أهملت العملات التجريبية والتي ذكرت أيضا في فهارس العملات ولا توجد منها إلا نماذج في دور سك العملات.
كما اعتمدت القائمة التواريخ المذكورة على العملات وليس تاريخ التداول الفعلي، فمثلا الإصدارات الأولى للعملة العراقية كانت تحمل تاريخ 1931، لكن تاريخ تداولها الفعلي كان عام 1932، وبعض العملات كانت تتأخر عدة سنوات حتى يبدأ تداولها، فمثلا إصدار 100 فلس لعام 1955 لم يطلق للتداول نهائيا وما توفر في أيدي الناس تسرب من خزائن البنك المركزي العراقي، حيث أن هذا الإصدار بقي في الخزائن وحولت مسكوكاته الفضية بعد ثورة 14 تموز 1958 للاستفادة منها في إصدار عملات أخرى.

## الدينار العراقي
الدينار العراقي هو العملة الرسمية في العراق ويصدر من قبل البنك المركزي العراقي، وينقسم الدينار إلى 1,000 فلس.

## المملكة العراقية 1931 - 1958

### إصدارات الملك فيصل الأول (1921 - 1933)

#### فئة الفلس الواحد
| \| 1 فلس (1931) \|                                               | \| 1 فلس (1931) \|             | \| 1 فلس (1931) \|                                                           | \| 1 فلس (1931) \|                                                           | \| 1 فلس (1931) \| |
| ---------------------------------------------------------------- | ------------------------------ | ---------------------------------------------------------------------------- | ---------------------------------------------------------------------------- | ------------------ |
| عملة متداولة من 1931 إلى إلى 6 كانون الثاني 1961.                |                                |                                                                              |                                                                              |                    |
| الوجه : فيصل الأول، ملك العراق                                   | الوجه : فيصل الأول، ملك العراق | العكس : المملكة العراقية، وعام 1349 هـ، 1931م، وقيمة القطعة النقدية (1 فلس). | العكس : المملكة العراقية، وعام 1349 هـ، 1931م، وقيمة القطعة النقدية (1 فلس). |                    |
| الكتلة 2,5 غم                                                    | المعدن برونز                   | القطر 19,5 مليمتر                                                            | السُمك 1,2 مليمتر                                                             |                    |
| المصمم(ون) بيرسي ميتكالف                                         | المصمم(ون) بيرسي ميتكالف       | الحواف ملساء                                                                 | الحواف ملساء                                                                 |                    |
| الطرازات 1931 - 1933                                             | الطرازات 1931 - 1933           | الشكل دائري                                                                  | الشكل دائري                                                                  |                    |
|                                                                  |                                |                                                                              |                                                                              |                    |
| ملاحظات – كمية الإصدار: 4 000 000 (KM #95) (Schön #1) (N #24784) |                                |                                                                              |                                                                              |                    |
| 1 فلس (1931)                                                     |                                |                                                                              |                                                                              |                    |

| \| 1 فلس (1933) \|                                               | \| 1 فلس (1933) \|             | \| 1 فلس (1933) \|                                                           | \| 1 فلس (1933) \|                                                           | \| 1 فلس (1933) \| |
| ---------------------------------------------------------------- | ------------------------------ | ---------------------------------------------------------------------------- | ---------------------------------------------------------------------------- | ------------------ |
| عملة متداولة من 1933 إلى 6 كانون الثاني 1961.                    |                                |                                                                              |                                                                              |                    |
| الوجه : فيصل الأول، ملك العراق                                   | الوجه : فيصل الأول، ملك العراق | العكس : المملكة العراقية، وعام 1352 هـ، 1933م، وقيمة القطعة النقدية (1 فلس). | العكس : المملكة العراقية، وعام 1352 هـ، 1933م، وقيمة القطعة النقدية (1 فلس). |                    |
| الكتلة 2,5 غم                                                    | المعدن برونز                   | القطر 19,5 مليمتر                                                            | السُمك 1,2 مليمتر                                                             |                    |
| المصمم(ون) بيرسي ميتكالف                                         | المصمم(ون) بيرسي ميتكالف       | الحواف ملساء                                                                 | الحواف ملساء                                                                 |                    |
| الطرازات 1931 - 1933                                             | الطرازات 1931 - 1933           | الشكل دائري                                                                  | الشكل دائري                                                                  |                    |
|                                                                  |                                |                                                                              |                                                                              |                    |
| ملاحظات – كمية الإصدار: 6 000 000 (KM #95) (Schön #1) (N #24784) |                                |                                                                              |                                                                              |                    |
| 1 فلس (1933)                                                     |                                |                                                                              |                                                                              |                    |

#### فئة الفلسين
| \| 2 فلس (1931) \|                                              | \| 2 فلس (1931) \|             | \| 2 فلس (1931) \|                                      | \| 2 فلس (1931) \|                                      | \| 2 فلس (1931) \| |
| --------------------------------------------------------------- | ------------------------------ | ------------------------------------------------------- | ------------------------------------------------------- | ------------------ |
| عملة متداولة من 1931 إلى 6 كانون الثاني 1961.                   |                                |                                                         |                                                         |                    |
| الوجه : فيصل الأول، ملك العراق                                  | الوجه : فيصل الأول، ملك العراق | العكس : المملكة العراقية، وقيمة القطعة النقدية "2 فلس". | العكس : المملكة العراقية، وقيمة القطعة النقدية "2 فلس". |                    |
| الكتلة 5 غم                                                     | المعدن برونز                   | القطر 24 مليمتر                                         | السُمك 1,1 مليمتر                                        |                    |
| المصمم(ون) بيرسي ميتكالف                                        | المصمم(ون) بيرسي ميتكالف       | الحواف ملساء                                            | الحواف ملساء                                            |                    |
| الطرازات 1931 - 1933                                            | الطرازات 1931 - 1933           | الشكل دائري                                             | الشكل دائري                                             |                    |
|                                                                 |                                |                                                         |                                                         |                    |
| ملاحظات – كمية الإصدار: 2 500 000 (KM #96) (Schön #2) (N #6643) |                                |                                                         |                                                         |                    |
| 2 فلس (1931)                                                    |                                |                                                         |                                                         |                    |

| \| 2 فلس (1933) \|                                              | \| 2 فلس (1933) \|             | \| 2 فلس (1933) \|                                      | \| 2 فلس (1933) \|                                      | \| 2 فلس (1933) \| |
| --------------------------------------------------------------- | ------------------------------ | ------------------------------------------------------- | ------------------------------------------------------- | ------------------ |
| عملة متداولة من 1933 إلى 6 كانون الثاني 1961.                   |                                |                                                         |                                                         |                    |
| الوجه : فيصل الأول، ملك العراق                                  | الوجه : فيصل الأول، ملك العراق | العكس : المملكة العراقية، وقيمة القطعة النقدية "2 فلس". | العكس : المملكة العراقية، وقيمة القطعة النقدية "2 فلس". |                    |
| الكتلة 5 غم                                                     | المعدن برونز                   | القطر 24 مليمتر                                         | السُمك 1,1 مليمتر                                        |                    |
| المصمم(ون) بيرسي ميتكالف                                        | المصمم(ون) بيرسي ميتكالف       | الحواف ملساء                                            | الحواف ملساء                                            |                    |
| الطرازات 1931 - 1933                                            | الطرازات 1931 - 1933           | الشكل دائري                                             | الشكل دائري                                             |                    |
|                                                                 |                                |                                                         |                                                         |                    |
| ملاحظات – كمية الإصدار: 1 000 000 (KM #96) (Schön #2) (N #6643) |                                |                                                         |                                                         |                    |
| 2 فلس (1933)                                                    |                                |                                                         |                                                         |                    |

#### فئة 4 فلوس
| \| 4 فلوس (1931) \|                                             | \| 4 فلوس (1931) \|            | \| 4 فلوس (1931) \|                                | \| 4 فلوس (1931) \|                                | \| 4 فلوس (1931) \| |
| --------------------------------------------------------------- | ------------------------------ | -------------------------------------------------- | -------------------------------------------------- | ------------------- |
| عملة متداولة من 1931 إلى 6 كانون الثاني 1961.                   |                                |                                                    |                                                    |                     |
| الوجه : فيصل الأول، ملك العراق                                  | الوجه : فيصل الأول، ملك العراق | العكس : المملكة العراقية، والقيمة النقدية "4 فلس". | العكس : المملكة العراقية، والقيمة النقدية "4 فلس". |                     |
| الكتلة 4 غم                                                     | المعدن نيكل                    | القطر 21 مليمتر                                    | السُمك 1,5 مليمتر                                   |                     |
| المصمم(ون) بيرسي ميتكالف                                        | المصمم(ون) بيرسي ميتكالف       | الحواف ملساء                                       | الحواف ملساء                                       |                     |
| الطرازات 1931 - 1933                                            | الطرازات 1931 - 1933           | الشكل مروحي                                        | الشكل مروحي                                        |                     |
|                                                                 |                                |                                                    |                                                    |                     |
| ملاحظات – كمية الإصدار: 4 500 000 (KM #97) (Schön #3) (N #8599) |                                |                                                    |                                                    |                     |
| 4 فلوس (1931)                                                   |                                |                                                    |                                                    |                     |

| \| 4 فلوس (1933) \|                                             | \| 4 فلوس (1933) \|            | \| 4 فلوس (1933) \|                                | \| 4 فلوس (1933) \|                                | \| 4 فلوس (1933) \| |
| --------------------------------------------------------------- | ------------------------------ | -------------------------------------------------- | -------------------------------------------------- | ------------------- |
| عملة متداولة من 1933 إلى 6 كانون الثاني 1961.                   |                                |                                                    |                                                    |                     |
| الوجه : فيصل الأول، ملك العراق                                  | الوجه : فيصل الأول، ملك العراق | العكس : المملكة العراقية، والقيمة النقدية "4 فلس". | العكس : المملكة العراقية، والقيمة النقدية "4 فلس". |                     |
| الكتلة 4 غم                                                     | المعدن نيكل                    | القطر 21 مليمتر                                    | السُمك 1,5 مليمتر                                   |                     |
| المصمم(ون) بيرسي ميتكالف                                        | المصمم(ون) بيرسي ميتكالف       | الحواف ملساء                                       | الحواف ملساء                                       |                     |
| الطرازات 1931 - 1933                                            | الطرازات 1931 - 1933           | الشكل مروحي                                        | الشكل مروحي                                        |                     |
|                                                                 |                                |                                                    |                                                    |                     |
| ملاحظات – كمية الإصدار: 6 500 000 (KM #97) (Schön #3) (N #8599) |                                |                                                    |                                                    |                     |
| 4 فلوس (1933)                                                   |                                |                                                    |                                                    |                     |

#### فئة 10 فلوس
| \| 10 فلوس (1931) \|                                            | \| 10 فلوس (1931) \|           | \| 10 فلوس (1931) \|                             | \| 10 فلوس (1931) \|                             | \| 10 فلوس (1931) \| |
| --------------------------------------------------------------- | ------------------------------ | ------------------------------------------------ | ------------------------------------------------ | -------------------- |
| عملة متداولة من 1931 إلى 6 كانون الثاني 1961.                   |                                |                                                  |                                                  |                      |
| الوجه : فيصل الأول، ملك العراق                                  | الوجه : فيصل الأول، ملك العراق | العكس : 10 فلس، المملكة العراقية، 1349 هـ، 1931م | العكس : 10 فلس، المملكة العراقية، 1349 هـ، 1931م |                      |
| الكتلة 6,75 غم                                                  | المعدن نيكل                    | القطر 25 مليمتر                                  | السُمك 1,7 مليمتر                                 |                      |
| المصمم(ون) بيرسي ميتكالف                                        | المصمم(ون) بيرسي ميتكالف       | الحواف ناعمة                                     | الحواف ناعمة                                     |                      |
| الطرازات 1931 - 1933                                            | الطرازات 1931 - 1933           | الشكل مروحي                                      | الشكل مروحي                                      |                      |
|                                                                 |                                |                                                  |                                                  |                      |
| ملاحظات – كمية الإصدار: 2 400 000 (KM #98) (Schön #4) (N #8604) |                                |                                                  |                                                  |                      |
| 10 فلوس (1931)                                                  |                                |                                                  |                                                  |                      |

| \| 10 فلوس (1933) \|                                            | \| 10 فلوس (1933) \|           | \| 10 فلوس (1933) \|                             | \| 10 فلوس (1933) \|                             | \| 10 فلوس (1933) \| |
| --------------------------------------------------------------- | ------------------------------ | ------------------------------------------------ | ------------------------------------------------ | -------------------- |
| عملة متداولة من 1933 إلى 6 كانون الثاني 1961.                   |                                |                                                  |                                                  |                      |
| الوجه : فيصل الأول، ملك العراق                                  | الوجه : فيصل الأول، ملك العراق | العكس : 10 فلس، المملكة العراقية، 1352 هـ، 1933م | العكس : 10 فلس، المملكة العراقية، 1352 هـ، 1933م |                      |
| الكتلة 6,75 غم                                                  | المعدن نيكل                    | القطر 25 مليمتر                                  | السُمك 1,7 مليمتر                                 |                      |
| المصمم(ون) بيرسي ميتكالف                                        | المصمم(ون) بيرسي ميتكالف       | الحواف ناعمة                                     | الحواف ناعمة                                     |                      |
| الطرازات 1931 - 1933                                            | الطرازات 1931 - 1933           | الشكل مروحي                                      | الشكل مروحي                                      |                      |
|                                                                 |                                |                                                  |                                                  |                      |
| ملاحظات – كمية الإصدار: 2 200 000 (KM #98) (Schön #4) (N #8604) |                                |                                                  |                                                  |                      |
| 10 فلوس (1933)                                                  |                                |                                                  |                                                  |                      |

#### فئة 20 فلسا
| \| 20 فلسا (1931) \|                                             | \| 20 فلسا (1931) \|           | \| 20 فلسا (1931) \|                             | \| 20 فلسا (1931) \|                             | \| 20 فلسا (1931) \| |
| ---------------------------------------------------------------- | ------------------------------ | ------------------------------------------------ | ------------------------------------------------ | -------------------- |
| عملة متداولة من 1931 إلى 6 كانون الثاني 1961.                    |                                |                                                  |                                                  |                      |
| الوجه : فيصل الأول، ملك العراق                                   | الوجه : فيصل الأول، ملك العراق | العكس : 20 فلس، المملكة العراقية، 1349 هـ، 1931م | العكس : 20 فلس، المملكة العراقية، 1349 هـ، 1931م |                      |
| الكتلة 3,6 غم                                                    | المعدن فضة 0.500               | القطر 20,5 مليمتر                                | السُمك 1,1 مليمتر                                 |                      |
| المصمم(ون) بيرسي ميتكالف                                         | المصمم(ون) بيرسي ميتكالف       | الحواف مسكوكة                                    | الحواف مسكوكة                                    |                      |
| الطرازات 1931 - 1933                                             | الطرازات 1931 - 1933           | الشكل دائري                                      | الشكل دائري                                      |                      |
|                                                                  |                                |                                                  |                                                  |                      |
| ملاحظات – كمية الإصدار: 1 500 000 (KM #99) (Schön #5) (N #12676) |                                |                                                  |                                                  |                      |
| 20 فلسا (1931)                                                   |                                |                                                  |                                                  |                      |

| \| 20 فلسا (1933) \|                                             | \| 20 فلسا (1933) \|           | \| 20 فلسا (1933) \|                             | \| 20 فلسا (1933) \|                             | \| 20 فلسا (1933) \| |
| ---------------------------------------------------------------- | ------------------------------ | ------------------------------------------------ | ------------------------------------------------ | -------------------- |
| عملة متداولة من 1933 إلى 6 كانون الثاني 1961.                    |                                |                                                  |                                                  |                      |
| الوجه : فيصل الأول، ملك العراق                                   | الوجه : فيصل الأول، ملك العراق | العكس : 20 فلس، المملكة العراقية، 1352 هـ، 1933م | العكس : 20 فلس، المملكة العراقية، 1352 هـ، 1933م |                      |
| الكتلة 3,6 غم                                                    | المعدن فضة 0.500               | القطر 20,5 مليمتر                                | السُمك 1,1 مليمتر                                 |                      |
| المصمم(ون) بيرسي ميتكالف                                         | المصمم(ون) بيرسي ميتكالف       | الحواف مسكوكة                                    | الحواف مسكوكة                                    |                      |
| الطرازات 1931 - 1933                                             | الطرازات 1931 - 1933           | الشكل دائري                                      | الشكل دائري                                      |                      |
|                                                                  |                                |                                                  |                                                  |                      |
| ملاحظات – كمية الإصدار: 1 100 000 (KM #99) (Schön #5) (N #12676) |                                |                                                  |                                                  |                      |
| 20 فلسا (1933)                                                   |                                |                                                  |                                                  |                      |

| \| 20 فلسا (1933) - التاريخ الهجري الخطأ \|                                 | \| 20 فلسا (1933) - التاريخ الهجري الخطأ \| | \| 20 فلسا (1933) - التاريخ الهجري الخطأ \|      | \| 20 فلسا (1933) - التاريخ الهجري الخطأ \|      | \| 20 فلسا (1933) - التاريخ الهجري الخطأ \| |
| --------------------------------------------------------------------------- | ------------------------------------------- | ------------------------------------------------ | ------------------------------------------------ | ------------------------------------------- |
| عملة متداولة من 1933 إلى 6 كانون الثاني 1961.                               |                                             |                                                  |                                                  |                                             |
| الوجه : فيصل الأول، ملك العراق                                              | الوجه : فيصل الأول، ملك العراق              | العكس : 20 فلس، المملكة العراقية، 1252 هـ، 1933م | العكس : 20 فلس، المملكة العراقية، 1252 هـ، 1933م |                                             |
| الكتلة 3,6 غم                                                               | المعدن فضة 0.500                            | القطر 20,5 مليمتر                                | السُمك 1,1 مليمتر                                 |                                             |
| المصمم(ون) بيرسي ميتكالف                                                    | المصمم(ون) بيرسي ميتكالف                    | الحواف مسكوكة                                    | الحواف مسكوكة                                    |                                             |
| الطرازات 1931 - 1933                                                        | الطرازات 1931 - 1933                        | الشكل دائري                                      | الشكل دائري                                      |                                             |
|                                                                             |                                             |                                                  |                                                  |                                             |
| ملاحظات – كمية الإصدار: غير معروف - نادر جدا (KM #99) (Schön #5) (N #12676) |                                             |                                                  |                                                  |                                             |
| 20 فلسا (1933) - التاريخ الهجري الخطأ                                       |                                             |                                                  |                                                  |                                             |

#### فئة 50 فلسا
| \| 50 فلسا (1931) \|                                              | \| 50 فلسا (1931) \|           | \| 50 فلسا (1931) \|     | \| 50 فلسا (1931) \|     | \| 50 فلسا (1931) \| |
| ----------------------------------------------------------------- | ------------------------------ | ------------------------ | ------------------------ | -------------------- |
| عملة متداولة من 1931 إلى 6 كانون الثاني 1961.                     |                                |                          |                          |                      |
| الوجه : فيصل الأول، ملك العراق                                    | الوجه : فيصل الأول، ملك العراق | العكس : المملكة العراقية | العكس : المملكة العراقية |                      |
| الكتلة 9 غم                                                       | المعدن فضة (0.5)               | القطر 26,5 مليمتر        | السُمك 1,88 مليمتر        |                      |
| المصمم(ون) بيرسي ميتكالف                                          | المصمم(ون) بيرسي ميتكالف       | الحواف مسكوكة            | الحواف مسكوكة            |                      |
| الطرازات 1931 - 1933                                              | الطرازات 1931 - 1933           | الشكل دائري              | الشكل دائري              |                      |
|                                                                   |                                |                          |                          |                      |
| ملاحظات – كمية الإصدار: 8 800 000 (KM #100) (Schön #6) (N #10747) |                                |                          |                          |                      |
| 50 فلسا (1931)                                                    |                                |                          |                          |                      |

| \| 50 فلسا (1933) \|                                            | \| 50 فلسا (1933) \|           | \| 50 فلسا (1933) \|     | \| 50 فلسا (1933) \|     | \| 50 فلسا (1933) \| |
| --------------------------------------------------------------- | ------------------------------ | ------------------------ | ------------------------ | -------------------- |
| عملة متداولة من 1933 إلى 6 كانون الثاني 1961.                   |                                |                          |                          |                      |
| الوجه : فيصل الأول، ملك العراق                                  | الوجه : فيصل الأول، ملك العراق | العكس : المملكة العراقية | العكس : المملكة العراقية |                      |
| الكتلة 9 غم                                                     | المعدن فضة (0.5)               | القطر 26,5 مليمتر        | السُمك 1,88 مليمتر        |                      |
| المصمم(ون) بيرسي ميتكالف                                        | المصمم(ون) بيرسي ميتكالف       | الحواف مسكوكة            | الحواف مسكوكة            |                      |
| الطرازات 1931 - 1933                                            | الطرازات 1931 - 1933           | الشكل دائري              | الشكل دائري              |                      |
|                                                                 |                                |                          |                          |                      |
| ملاحظات – كمية الإصدار: 800 000 (KM #100) (Schön #6) (N #10747) |                                |                          |                          |                      |
| 50 فلسا (1933)                                                  |                                |                          |                          |                      |

#### فئة الريال (200 فلس)
| \| \|                                                                          | \| \|                          | \| \|                                     | \| \|                                     | \| \| |
| ------------------------------------------------------------------------------ | ------------------------------ | ----------------------------------------- | ----------------------------------------- | ----- |
| عملة متداولة من 1932 إلى 6 كانون الثاني 1961.                                  |                                |                                           |                                           |       |
| الوجه : فيصل الأول، ملك العراق                                                 | الوجه : فيصل الأول، ملك العراق | العكس : 135، 1932، المملكة العراقية، ريال | العكس : 135، 1932، المملكة العراقية، ريال |       |
| الكتلة 20 غم                                                                   | المعدن فضة (0.500)             | القطر 34 مليمتر                           | السُمك 2,6 مليمتر                          |       |
| المصمم(ون) بيرسي ميتكالف                                                       | المصمم(ون) بيرسي ميتكالف       | الحواف                                    | الحواف                                    |       |
| الطرازات 1932                                                                  | الطرازات 1932                  | الشكل دائري                               | الشكل دائري                               |       |
|                                                                                |                                |                                           |                                           |       |
| ملاحظات – كمية الإصدار: 500 000 (KM #101) (Dav AAO #255) (Schön #7) (N #27139) |                                |                                           |                                           |       |
|                                                                                |                                |                                           |                                           |       |

### إصدارات الملك غازي الأول (1933- 1939)

#### فئة الفلس الواحد
| \| 1 فلس (1936) \|                                               | \| 1 فلس (1936) \|             | \| 1 فلس (1936) \|                            | \| 1 فلس (1936) \|                            | \| 1 فلس (1936) \| |
| ---------------------------------------------------------------- | ------------------------------ | --------------------------------------------- | --------------------------------------------- | ------------------ |
| عملة متداولة من 1936 إلى إلى 6 كانون الثاني 1961.                |                                |                                               |                                               |                    |
| الوجه : غازي الأول، ملك العراق                                   | الوجه : غازي الأول، ملك العراق | العكس : 10 فلس، المملكة العراقية، 1357، 1938. | العكس : 10 فلس، المملكة العراقية، 1357، 1938. |                    |
| الكتلة 2,5 غم                                                    | المعدن برونز                   | القطر 19,5 مليمتر                             | السُمك 1,3 مليمتر                              |                    |
| المصمم(ون) بيرسي ميتكالف                                         | المصمم(ون) بيرسي ميتكالف       | الحواف ملساء                                  | الحواف ملساء                                  |                    |
| الطرازات 1936 - 1938                                             | الطرازات 1936 - 1938           | الشكل دائري                                   | الشكل دائري                                   |                    |
|                                                                  |                                |                                               |                                               |                    |
| ملاحظات – كمية الإصدار: 3 000 000 (KM #102) (Schön #8) (N #6581) |                                |                                               |                                               |                    |
| 1 فلس (1936)                                                     |                                |                                               |                                               |                    |

| \| 1 فلس (1938) \|                                                | \| 1 فلس (1938) \|             | \| 1 فلس (1938) \|                            | \| 1 فلس (1938) \|                            | \| 1 فلس (1938) \| |
| ----------------------------------------------------------------- | ------------------------------ | --------------------------------------------- | --------------------------------------------- | ------------------ |
| عملة متداولة من 1938 إلى إلى 6 كانون الثاني 1961.                 |                                |                                               |                                               |                    |
| الوجه : غازي الأول، ملك العراق                                    | الوجه : غازي الأول، ملك العراق | العكس : 10 فلس، المملكة العراقية، 1357، 1938. | العكس : 10 فلس، المملكة العراقية، 1357، 1938. |                    |
| الكتلة 2,5 غم                                                     | المعدن برونز                   | القطر 19,5 مليمتر                             | السُمك 1,3 مليمتر                              |                    |
| المصمم(ون) بيرسي ميتكالف                                          | المصمم(ون) بيرسي ميتكالف       | الحواف ملساء                                  | الحواف ملساء                                  |                    |
| الطرازات 1936 - 1938                                              | الطرازات 1936 - 1938           | الشكل دائري                                   | الشكل دائري                                   |                    |
|                                                                   |                                |                                               |                                               |                    |
| ملاحظات – كمية الإصدار: 36 000 000 (KM #102) (Schön #8) (N #6581) |                                |                                               |                                               |                    |
| 1 فلس (1938)                                                      |                                |                                               |                                               |                    |

| \| 1 فلس (1938) - السكة الهندية \|                               | \| 1 فلس (1938) - السكة الهندية \| | \| 1 فلس (1938) - السكة الهندية \|            | \| 1 فلس (1938) - السكة الهندية \|            | \| 1 فلس (1938) - السكة الهندية \| |
| ---------------------------------------------------------------- | ---------------------------------- | --------------------------------------------- | --------------------------------------------- | ---------------------------------- |
| عملة متداولة من 1938 إلى إلى 6 كانون الثاني 1961.                |                                    |                                               |                                               |                                    |
| الوجه : غازي الأول، ملك العراق                                   | الوجه : غازي الأول، ملك العراق     | العكس : 10 فلس، المملكة العراقية، 1357، 1938. | العكس : 10 فلس، المملكة العراقية، 1357، 1938. |                                    |
| الكتلة 2,5 غم                                                    | المعدن برونز                       | القطر 19,5 مليمتر                             | السُمك 1,3 مليمتر                              |                                    |
| المصمم(ون) بيرسي ميتكالف                                         | المصمم(ون) بيرسي ميتكالف           | الحواف ملساء                                  | الحواف ملساء                                  |                                    |
| الطرازات 1936 - 1938                                             | الطرازات 1936 - 1938               | الشكل دائري                                   | الشكل دائري                                   |                                    |
|                                                                  |                                    |                                               |                                               |                                    |
| ملاحظات – كمية الإصدار: 3 000 000 (KM #102) (Schön #8) (N #6581) |                                    |                                               |                                               |                                    |
| 1 فلس (1938) - السكة الهندية                                     |                                    |                                               |                                               |                                    |

#### فئة 4 فلوس
| \| 4 فلوس (1938) \|                                                                              | \| 4 فلوس (1938) \|            | \| 4 فلوس (1938) \|                          | \| 4 فلوس (1938) \|                          | \| 4 فلوس (1938) \| |
| ------------------------------------------------------------------------------------------------ | ------------------------------ | -------------------------------------------- | -------------------------------------------- | ------------------- |
| عملة متداولة من 1938 إلى إلى 6 كانون الثاني 1961.                                                |                                |                                              |                                              |                     |
| الوجه : غازي الأول، ملك العراق                                                                   | الوجه : غازي الأول، ملك العراق | العكس : 4 فلس، المملكة العراقية، 1357، 1938. | العكس : 4 فلس، المملكة العراقية، 1357، 1938. |                     |
| الكتلة 4 غم                                                                                      | المعدن برونز                   | القطر 21 مليمتر                              | السُمك 1,7 مليمتر                             |                     |
| المصمم(ون) بيرسي ميتكالف                                                                         | المصمم(ون) بيرسي ميتكالف       | الحواف ملساء                                 | الحواف ملساء                                 |                     |
| الطرازات                                                                                         | الطرازات                       | الشكل مروحي                                  | الشكل مروحي                                  |                     |
|                                                                                                  |                                |                                              |                                              |                     |
| ملاحظات – توجد نقطة تحت صورة الملك غازي كمية الإصدار: 8 000 000 (KM #105b) (Schön #9b) (N #8601) |                                |                                              |                                              |                     |
| 4 فلوس (1938)                                                                                    |                                |                                              |                                              |                     |

| \| 4 فلوس (1938) \|                                                                               | \| 4 فلوس (1938) \|            | \| 4 فلوس (1938) \|              | \| 4 فلوس (1938) \|              | \| 4 فلوس (1938) \| |
| ------------------------------------------------------------------------------------------------- | ------------------------------ | -------------------------------- | -------------------------------- | ------------------- |
| عملة متداولة من 1938 إلى إلى 6 كانون الثاني 1961.                                                 |                                |                                  |                                  |                     |
| الوجه : غازي الأول، ملك العراق                                                                    | الوجه : غازي الأول، ملك العراق | العكس : 4 فلس، المملكة العراقية. | العكس : 4 فلس، المملكة العراقية. |                     |
| الكتلة 4 غم                                                                                       | المعدن نحاس - نيكل             | القطر 21 مليمتر                  | السُمك 1,75 مليمتر                |                     |
| المصمم(ون) بيرسي ميتكالف                                                                          | المصمم(ون) بيرسي ميتكالف       | الحواف ملساء                     | الحواف ملساء                     |                     |
| الطرازات 1938                                                                                     | الطرازات 1938                  | الشكل مروحي                      | الشكل مروحي                      |                     |
|                                                                                                   |                                |                                  |                                  |                     |
| ملاحظات – توجد نقطة تحت صورة الملك غازي كمية الإصدار: 2 750 000 (KM #105a) (Schön #9a) (N #12678) |                                |                                  |                                  |                     |
| 4 فلوس (1938)                                                                                     |                                |                                  |                                  |                     |

| \| 4 فلوس (1938) - السكة الهندية \|                                                                  | \| 4 فلوس (1938) - السكة الهندية \| | \| 4 فلوس (1938) - السكة الهندية \| | \| 4 فلوس (1938) - السكة الهندية \| | \| 4 فلوس (1938) - السكة الهندية \| |
| --- | ----------------------------------- | ----------------------------------- | ----------------------------------- | ----------------------------------- |
| عملة متداولة من 1938 إلى إلى 6 كانون الثاني 1961.                                                    |                                     |                                     |                                     |                                     |
| الوجه : غازي الأول، ملك العراق                                                                       | الوجه : غازي الأول، ملك العراق      | العكس : 4 فلس، المملكة العراقية.    | العكس : 4 فلس، المملكة العراقية.    |                                     |
| الكتلة 4 غم                                                                                          | المعدن نحاس - نيكل                  | القطر 21 مليمتر                     | السُمك 1,75 مليمتر                   |                                     |
| المصمم(ون) بيرسي ميتكالف                                                                             | المصمم(ون) بيرسي ميتكالف            | الحواف ملساء                        | الحواف ملساء                        |                                     |
| الطرازات 1938                                                                                        | الطرازات 1938                       | الشكل مروحي                         | الشكل مروحي                         |                                     |
| |                                     |                                     |                                     |                                     |
| ملاحظات – يوجد حرف "I" تحت صورة الملك غازي كمية الإصدار: 2 500 000 (KM #105a) (Schön #9a) (N #12678) |                                     |                                     |                                     |                                     |
| 4 فلوس (1938) - السكة الهندية                                                                        |                                     |                                     |                                     |                                     |

| \| 4 فلوس (1938) \|                                                                               | \| 4 فلوس (1938) \|            | \| 4 فلوس (1938) \|              | \| 4 فلوس (1938) \|              | \| 4 فلوس (1938) \| |
| ------------------------------------------------------------------------------------------------- | ------------------------------ | -------------------------------- | -------------------------------- | ------------------- |
| عملة متداولة من 1938 إلى إلى 6 كانون الثاني 1961.                                                 |                                |                                  |                                  |                     |
| الوجه : غازي الأول، ملك العراق                                                                    | الوجه : غازي الأول، ملك العراق | العكس : المملكة العراقية، 4 فلس. | العكس : المملكة العراقية، 4 فلس. |                     |
| الكتلة 4 غم                                                                                       | المعدن نيكل                    | القطر 21 مليمتر                  | السُمك 1,75 مليمتر                |                     |
| المصمم(ون) بيرسي ميتكالف                                                                          | المصمم(ون) بيرسي ميتكالف       | الحواف ملساء                     | الحواف ملساء                     |                     |
| الطرازات 1938 - 1939                                                                              | الطرازات 1938 - 1939           | الشكل مروحي                      | الشكل مروحي                      |                     |
|                                                                                                   |                                |                                  |                                  |                     |
| ملاحظات – لا توجد نقطة تحت صورة الملك غازي كمية الإصدار: 1 000 000 (KM #105) (Schön #9) (N #8600) |                                |                                  |                                  |                     |
| 4 فلوس (1938)                                                                                     |                                |                                  |                                  |                     |

| \| 4 فلوس (1939) \|                                                                               | \| 4 فلوس (1939) \|            | \| 4 فلوس (1939) \|              | \| 4 فلوس (1939) \|              | \| 4 فلوس (1939) \| |
| ------------------------------------------------------------------------------------------------- | ------------------------------ | -------------------------------- | -------------------------------- | ------------------- |
| عملة متداولة من 1939 إلى إلى 6 كانون الثاني 1961.                                                 |                                |                                  |                                  |                     |
| الوجه : غازي الأول، ملك العراق                                                                    | الوجه : غازي الأول، ملك العراق | العكس : المملكة العراقية، 4 فلس. | العكس : المملكة العراقية، 4 فلس. |                     |
| الكتلة 4 غم                                                                                       | المعدن نيكل                    | القطر 21 مليمتر                  | السُمك 1,75 مليمتر                |                     |
| المصمم(ون) بيرسي ميتكالف                                                                          | المصمم(ون) بيرسي ميتكالف       | الحواف ملساء                     | الحواف ملساء                     |                     |
| الطرازات 1938 - 1939                                                                              | الطرازات 1938 - 1939           | الشكل مروحي                      | الشكل مروحي                      |                     |
|                                                                                                   |                                |                                  |                                  |                     |
| ملاحظات – لا توجد نقطة تحت صورة الملك غازي كمية الإصدار: 1 000 000 (KM #105) (Schön #9) (N #8600) |                                |                                  |                                  |                     |
| 4 فلوس (1939)                                                                                     |                                |                                  |                                  |                     |

#### فئة 10 فلوس
| \| 10 فلوس (1937) \|                                                                              | \| 10 فلوس (1937) \|           | \| 10 فلوس (1937) \|                              | \| 10 فلوس (1937) \|                              | \| 10 فلوس (1937) \| |
| ------------------------------------------------------------------------------------------------- | ------------------------------ | ------------------------------------------------- | ------------------------------------------------- | -------------------- |
| عملة متداولة من 1937 إلى إلى 6 كانون الثاني 1961.                                                 |                                |                                                   |                                                   |                      |
| الوجه : غازي الأول، ملك العراق                                                                    | الوجه : غازي الأول، ملك العراق | العكس : 10 فلس، المملكة العراقية، 1356 هـ، 1937م. | العكس : 10 فلس، المملكة العراقية، 1356 هـ، 1937م. |                      |
| الكتلة 6,7 غم                                                                                     | المعدن نيكل                    | القطر 25 مليمتر                                   | السُمك 1,8 مليمتر                                  |                      |
| المصمم(ون) بيرسي ميتكالف                                                                          | المصمم(ون) بيرسي ميتكالف       | الحواف ملساء                                      | الحواف ملساء                                      |                      |
| الطرازات 1937 - 1938                                                                              | الطرازات 1937 - 1938           | الشكل مروحي                                       | الشكل مروحي                                       |                      |
|                                                                                                   |                                |                                                   |                                                   |                      |
| ملاحظات – لا توجد نقطة تحت صورة الملك غازي كمية الإصدار: 400 000 (KM #103) (Schön #10) (N #12672) |                                |                                                   |                                                   |                      |
| 10 فلوس (1937)                                                                                    |                                |                                                   |                                                   |                      |

| \| 10 فلوس (1938) \|                                                                                  | \| 10 فلوس (1938) \|           | \| 10 فلوس (1938) \|              | \| 10 فلوس (1938) \|              | \| 10 فلوس (1938) \| |
| --- | ------------------------------ | --------------------------------- | --------------------------------- | -------------------- |
| عملة متداولة من 1938 إلى إلى 6 كانون الثاني 1961.                                                     |                                |                                   |                                   |                      |
| الوجه : غازي الأول، ملك العراق                                                                        | الوجه : غازي الأول، ملك العراق | العكس : 10 فلس، المملكة العراقية. | العكس : 10 فلس، المملكة العراقية. |                      |
| الكتلة 6,75 غم                                                                                        | المعدن نحاس - نيكل             | القطر 25,5 مليمتر                 | السُمك 1,8 مليمتر                  |                      |
| المصمم(ون) بيرسي ميتكالف                                                                              | المصمم(ون) بيرسي ميتكالف       | الحواف ملساء                      | الحواف ملساء                      |                      |
| الطرازات 1938                                                                                         | الطرازات 1938                  | الشكل مروحي                       | الشكل مروحي                       |                      |
| |                                |                                   |                                   |                      |
| ملاحظات – لا توجد نقطة تحت صورة الملك غازي كمية الإصدار: 1 100 000 (KM #103a) (Schön #10a) (N #12673) |                                |                                   |                                   |                      |
| 10 فلوس (1938)                                                                                        |                                |                                   |                                   |                      |

| \| 10 فلوس (1938) - السكة الهندية \|                                                                  | \| 10 فلوس (1938) - السكة الهندية \| | \| 10 فلوس (1938) - السكة الهندية \| | \| 10 فلوس (1938) - السكة الهندية \| | \| 10 فلوس (1938) - السكة الهندية \| |
| --- | ------------------------------------ | ------------------------------------ | ------------------------------------ | ------------------------------------ |
| عملة متداولة من 1938 إلى إلى 6 كانون الثاني 1961.                                                     |                                      |                                      |                                      |                                      |
| الوجه : غازي الأول، ملك العراق                                                                        | الوجه : غازي الأول، ملك العراق       | العكس : 10 فلس، المملكة العراقية.    | العكس : 10 فلس، المملكة العراقية.    |                                      |
| الكتلة 6,75 غم                                                                                        | المعدن نحاس - نيكل                   | القطر 25,5 مليمتر                    | السُمك 1,8 مليمتر                     |                                      |
| المصمم(ون) بيرسي ميتكالف                                                                              | المصمم(ون) بيرسي ميتكالف             | الحواف ملساء                         | الحواف ملساء                         |                                      |
| الطرازات 1938                                                                                         | الطرازات 1938                        | الشكل مروحي                          | الشكل مروحي                          |                                      |
| |                                      |                                      |                                      |                                      |
| ملاحظات – يوجد حرف "I" تحت صورة الملك غازي كمية الإصدار: 1 500 000 (KM #103a) (Schön #10a) (N #12673) |                                      |                                      |                                      |                                      |
| 10 فلوس (1938) - السكة الهندية                                                                        |                                      |                                      |                                      |                                      |

| \| 10 فلوس (1938) \|                                                                              | \| 10 فلوس (1938) \|           | \| 10 فلوس (1938) \|             | \| 10 فلوس (1938) \|             | \| 10 فلوس (1938) \| |
| ------------------------------------------------------------------------------------------------- | ------------------------------ | -------------------------------- | -------------------------------- | -------------------- |
| عملة متداولة من 1938 إلى إلى 6 كانون الثاني 1961.                                                 |                                |                                  |                                  |                      |
| الوجه : غازي الأول، ملك العراق                                                                    | الوجه : غازي الأول، ملك العراق | العكس : 10 فلس، المملكة العراقية | العكس : 10 فلس، المملكة العراقية |                      |
| الكتلة 6,75 غم                                                                                    | المعدن برونز                   | القطر 25 مليمتر                  | السُمك 1,7 مليمتر                 |                      |
| المصمم(ون) بيرسي ميتكالف                                                                          | المصمم(ون) بيرسي ميتكالف       | الحواف ملساء                     | الحواف ملساء                     |                      |
| الطرازات 1938                                                                                     | الطرازات 1938                  | الشكل مروحي                      | الشكل مروحي                      |                      |
|                                                                                                   |                                |                                  |                                  |                      |
| ملاحظات – توجد نقطة تحت صورة الملك غازي كمية الإصدار: 8 250 000 (KM #103b) (Schön #10b) (N #8605) |                                |                                  |                                  |                      |
| 10 فلوس (1938)                                                                                    |                                |                                  |                                  |                      |

| \| 10 فلوس (1938) \|                                                                              | \| 10 فلوس (1938) \|           | \| 10 فلوس (1938) \|                              | \| 10 فلوس (1938) \|                              | \| 10 فلوس (1938) \| |
| ------------------------------------------------------------------------------------------------- | ------------------------------ | ------------------------------------------------- | ------------------------------------------------- | -------------------- |
| عملة متداولة من 1938 إلى إلى 6 كانون الثاني 1961.                                                 |                                |                                                   |                                                   |                      |
| الوجه : غازي الأول، ملك العراق                                                                    | الوجه : غازي الأول، ملك العراق | العكس : 10 فلس، المملكة العراقية، 1356 هـ، 1937م. | العكس : 10 فلس، المملكة العراقية، 1356 هـ، 1937م. |                      |
| الكتلة 6,7 غم                                                                                     | المعدن نيكل                    | القطر 25 مليمتر                                   | السُمك 1,8 مليمتر                                  |                      |
| المصمم(ون) بيرسي ميتكالف                                                                          | المصمم(ون) بيرسي ميتكالف       | الحواف ملساء                                      | الحواف ملساء                                      |                      |
| الطرازات 1937 - 1938                                                                              | الطرازات 1937 - 1938           | الشكل مروحي                                       | الشكل مروحي                                       |                      |
|                                                                                                   |                                |                                                   |                                                   |                      |
| ملاحظات – لا توجد نقطة تحت صورة الملك غازي كمية الإصدار: 600 000 (KM #103) (Schön #10) (N #12672) |                                |                                                   |                                                   |                      |
| 10 فلوس (1938)                                                                                    |                                |                                                   |                                                   |                      |

#### فئة 20 فلسا
| \| 20 فلسا (1938) \|                                               | \| 20 فلسا (1938) \|           | \| 20 فلسا (1938) \|              | \| 20 فلسا (1938) \|              | \| 20 فلسا (1938) \| |
| ------------------------------------------------------------------ | ------------------------------ | --------------------------------- | --------------------------------- | -------------------- |
| عملة متداولة من 1938 إلى إلى 6 كانون الثاني 1961.                  |                                |                                   |                                   |                      |
| الوجه : غازي الأول، ملك العراق                                     | الوجه : غازي الأول، ملك العراق | العكس : 20 فلس، المملكة العراقية. | العكس : 20 فلس، المملكة العراقية. |                      |
| الكتلة 3,6 غم                                                      | المعدن فضة                     | القطر 26,5 مليمتر                 | السُمك 2,1 مليمتر                  |                      |
| المصمم(ون) بيرسي ميتكالف                                           | المصمم(ون) بيرسي ميتكالف       | الحواف ناعمة                      | الحواف ناعمة                      |                      |
| الطرازات 1938                                                      | الطرازات 1938                  | الشكل دائري                       | الشكل دائري                       |                      |
|                                                                    |                                |                                   |                                   |                      |
| ملاحظات – كمية الإصدار: 1 200 000 (KM #106) (Schön #11) (N #24801) |                                |                                   |                                   |                      |
| 20 فلسا (1938)                                                     |                                |                                   |                                   |                      |

| \| 20 فلسا (1938) - السكة الهندية \|                                                                | \| 20 فلسا (1938) - السكة الهندية \| | \| 20 فلسا (1938) - السكة الهندية \| | \| 20 فلسا (1938) - السكة الهندية \| | \| 20 فلسا (1938) - السكة الهندية \| |
| --------------------------------------------------------------------------------------------------- | ------------------------------------ | ------------------------------------ | ------------------------------------ | ------------------------------------ |
| عملة متداولة من 1938 إلى إلى 6 كانون الثاني 1961.                                                   |                                      |                                      |                                      |                                      |
| الوجه : غازي الأول، ملك العراق                                                                      | الوجه : غازي الأول، ملك العراق       | العكس : 20 فلس، المملكة العراقية.    | العكس : 20 فلس، المملكة العراقية.    |                                      |
| الكتلة 3,6 غم                                                                                       | المعدن فضة                           | القطر 26,5 مليمتر                    | السُمك 2,1 مليمتر                     |                                      |
| المصمم(ون) بيرسي ميتكالف                                                                            | المصمم(ون) بيرسي ميتكالف             | الحواف ناعمة                         | الحواف ناعمة                         |                                      |
| الطرازات 1938                                                                                       | الطرازات 1938                        | الشكل دائري                          | الشكل دائري                          |                                      |
| |                                      |                                      |                                      |                                      |
| ملاحظات – يوجد حرف "I" تحت صورة الملك غازي كمية الإصدار: 1 350 000 (KM #106) (Schön #11) (N #24801) |                                      |                                      |                                      |                                      |
| 20 فلسا (1938) - السكة الهندية                                                                      |                                      |                                      |                                      |                                      |

#### فئة الدرهم (50 فلسا)
| \| درهم - 50 فلسا (1937) \|                                       | \| درهم - 50 فلسا (1937) \|    | \| درهم - 50 فلسا (1937) \| | \| درهم - 50 فلسا (1937) \| | \| درهم - 50 فلسا (1937) \| |
| ----------------------------------------------------------------- | ------------------------------ | --------------------------- | --------------------------- | --------------------------- |
| عملة متداولة من 1937 إلى إلى 6 كانون الثاني 1961.                 |                                |                             |                             |                             |
| الوجه : غازي الأول، ملك العراق                                    | الوجه : غازي الأول، ملك العراق | العكس : درهم 50 فلس         | العكس : درهم 50 فلس         |                             |
| الكتلة 9 غم                                                       | المعدن فضة                     | القطر 26,5 مليمتر           | السُمك 2,1 مليمتر            |                             |
| المصمم(ون) بيرسي ميتكالف                                          | المصمم(ون) بيرسي ميتكالف       | الحواف                      | الحواف                      |                             |
| الطرازات                                                          | الطرازات                       | الشكل دائري                 | الشكل دائري                 |                             |
|                                                                   |                                |                             |                             |                             |
| ملاحظات – كمية الإصدار: 1 200 000 (KM #104) (Schön #12) (N #8606) |                                |                             |                             |                             |
| درهم - 50 فلسا (1937)                                             |                                |                             |                             |                             |

| \| درهم - 50 فلسا (1938) \|                                       | \| درهم - 50 فلسا (1938) \|    | \| درهم - 50 فلسا (1938) \| | \| درهم - 50 فلسا (1938) \| | \| درهم - 50 فلسا (1938) \| |
| ----------------------------------------------------------------- | ------------------------------ | --------------------------- | --------------------------- | --------------------------- |
| عملة متداولة من 1938 إلى إلى 6 كانون الثاني 1961.                 |                                |                             |                             |                             |
| الوجه : غازي الأول، ملك العراق                                    | الوجه : غازي الأول، ملك العراق | العكس : درهم 50 فلس         | العكس : درهم 50 فلس         |                             |
| الكتلة 9 غم                                                       | المعدن فضة                     | القطر 26,5 مليمتر           | السُمك 2,1 مليمتر            |                             |
| المصمم(ون) بيرسي ميتكالف                                          | المصمم(ون) بيرسي ميتكالف       | الحواف                      | الحواف                      |                             |
| الطرازات                                                          | الطرازات                       | الشكل دائري                 | الشكل دائري                 |                             |
|                                                                   |                                |                             |                             |                             |
| ملاحظات – كمية الإصدار: 5 300 000 (KM #104) (Schön #12) (N #8606) |                                |                             |                             |                             |
| درهم - 50 فلسا (1938)                                             |                                |                             |                             |                             |

| \| درهم - 50 فلسا (1938) - السكة الهندية \|                                                        | \| درهم - 50 فلسا (1938) - السكة الهندية \| | \| درهم - 50 فلسا (1938) - السكة الهندية \| | \| درهم - 50 فلسا (1938) - السكة الهندية \| | \| درهم - 50 فلسا (1938) - السكة الهندية \| |
| -------------------------------------------------------------------------------------------------- | ------------------------------------------- | ------------------------------------------- | ------------------------------------------- | ------------------------------------------- |
| عملة متداولة من 1938 إلى إلى 6 كانون الثاني 1961.                                                  |                                             |                                             |                                             |                                             |
| الوجه : غازي الأول، ملك العراق                                                                     | الوجه : غازي الأول، ملك العراق              | العكس : درهم 50 فلس                         | العكس : درهم 50 فلس                         |                                             |
| الكتلة 9 غم                                                                                        | المعدن فضة                                  | القطر 26,5 مليمتر                           | السُمك 2,1 مليمتر                            |                                             |
| المصمم(ون) بيرسي ميتكالف                                                                           | المصمم(ون) بيرسي ميتكالف                    | الحواف                                      | الحواف                                      |                                             |
| الطرازات                                                                                           | الطرازات                                    | الشكل دائري                                 | الشكل دائري                                 |                                             |
| |                                             |                                             |                                             |                                             |
| ملاحظات – يوجد حرف "I" تحت صورة الملك غازي كمية الإصدار: 7 500 000 (KM #104) (Schön #12) (N #8606) |                                             |                                             |                                             |                                             |
| درهم - 50 فلسا (1938) - السكة الهندية                                                              |                                             |                                             |                                             |                                             |

### إصدارات الملك فيصل الثاني (1939- 1958)

#### فئة الفلس الواحد
| \| 1 فلس (1953) \|                                                 | \| 1 فلس (1953) \|              | \| 1 فلس (1953) \|               | \| 1 فلس (1953) \|               | \| 1 فلس (1953) \| |
| ------------------------------------------------------------------ | ------------------------------- | -------------------------------- | -------------------------------- | ------------------ |
| عملة متداولة من 1953 إلى إلى 6 كانون الثاني 1961.                  |                                 |                                  |                                  |                    |
| الوجه : فيصل الثاني، ملك العراق                                    | الوجه : فيصل الثاني، ملك العراق | العكس : المملكة العراقية، 1 فلس. | العكس : المملكة العراقية، 1 فلس. |                    |
| الكتلة 2,5 غم                                                      | المعدن برونز                    | القطر 19,5 مليمتر                | السُمك 1,22 مليمتر                |                    |
| المصمم(ون) همفري باجيت                                             | المصمم(ون) همفري باجيت          | الحواف ملساء                     | الحواف ملساء                     |                    |
| الطرازات 1953                                                      |                                 |                                  |                                  |                    |
|                                                                    |                                 |                                  |                                  |                    |
| ملاحظات – كمية الإصدار: 41 000 000 (KM #109) (Schön #15) (N #9186) |                                 |                                  |                                  |                    |
| 1 فلس (1953)                                                       |                                 |                                  |                                  |                    |

#### فئة الفلسين
| \| 2 فلس (1953) \|                                               | \| 2 فلس (1953) \|              | \| 2 فلس (1953) \|               | \| 2 فلس (1953) \|               | \| 2 فلس (1953) \| |
| ---------------------------------------------------------------- | ------------------------------- | -------------------------------- | -------------------------------- | ------------------ |
| عملة متداولة من 1953 إلى إلى 6 كانون الثاني 1961.                |                                 |                                  |                                  |                    |
| الوجه : فيصل الثاني، ملك العراق                                  | الوجه : فيصل الثاني، ملك العراق | العكس : المملكة العراقية، 2 فلس. | العكس : المملكة العراقية، 2 فلس. |                    |
| الكتلة 5 غم                                                      | المعدن برونز                    | القطر 24 مليمتر                  | السُمك 1,7 مليمتر                 |                    |
| المصمم(ون) همفري باجيت                                           | المصمم(ون) همفري باجيت          | الحواف                           | الحواف                           |                    |
| الطرازات 1953                                                    |                                 |                                  |                                  |                    |
|                                                                  |                                 |                                  |                                  |                    |
| ملاحظات – كمية الإصدار: 500 000 (KM #110) (Schön #16) (N #12670) |                                 |                                  |                                  |                    |
| 2 فلس (1953)                                                     |                                 |                                  |                                  |                    |

#### فئة 4 فلوس
| \| 4 فلوس (1943) - سكة الهند \|                                    | \| 4 فلوس (1943) - سكة الهند \| | \| 4 فلوس (1943) - سكة الهند \|  | \| 4 فلوس (1943) - سكة الهند \|  | \| 4 فلوس (1943) - سكة الهند \| |
| ------------------------------------------------------------------ | ------------------------------- | -------------------------------- | -------------------------------- | ------------------------------- |
| عملة متداولة من 1943 إلى إلى 6 كانون الثاني 1961.                  |                                 |                                  |                                  |                                 |
| الوجه : فيصل الثاني، ملك العراق                                    | الوجه : فيصل الثاني، ملك العراق | العكس : المملكة العراقية، 4 فلس. | العكس : المملكة العراقية، 4 فلس. |                                 |
| الكتلة 4 غم                                                        | المعدن برونز                    | القطر 21 مليمتر                  | السُمك 1,7 مليمتر                 |                                 |
| المصمم(ون) Patrick Brindley                                        | المصمم(ون) Patrick Brindley     | الحواف ملساء                     | الحواف ملساء                     |                                 |
| الطرازات 1943                                                      | الطرازات 1943                   | الشكل مروحي                      | الشكل مروحي                      |                                 |
|                                                                    |                                 |                                  |                                  |                                 |
| ملاحظات – كمية الإصدار: 1 500 000 (KM #107) (Schön #13) (N #12677) |                                 |                                  |                                  |                                 |
| 4 فلوس (1943) - سكة الهند                                          |                                 |                                  |                                  |                                 |

| \| 4 فلوس (1953) \|                                                | \| 4 فلوس (1953) \|             | \| 4 فلوس (1953) \|              | \| 4 فلوس (1953) \|              | \| 4 فلوس (1953) \| |
| ------------------------------------------------------------------ | ------------------------------- | -------------------------------- | -------------------------------- | ------------------- |
| عملة متداولة من 1953 إلى إلى 6 كانون الثاني 1961.                  |                                 |                                  |                                  |                     |
| الوجه : فيصل الثاني، ملك العراق                                    | الوجه : فيصل الثاني، ملك العراق | العكس : المملكة العراقية، 4 فلس. | العكس : المملكة العراقية، 4 فلس. |                     |
| الكتلة 4 غم                                                        | المعدن نحاس - نيكل              | القطر 21 مليمتر                  | السُمك 1,6 مليمتر                 |                     |
| المصمم(ون) همفري باجيت                                             | المصمم(ون) همفري باجيت          | الحواف ملساء                     | الحواف ملساء                     |                     |
| الطرازات 1953                                                      |                                 |                                  |                                  |                     |
|                                                                    |                                 |                                  |                                  |                     |
| ملاحظات – كمية الإصدار: 20 750 000 (KM #111) (Schön #17) (N #8603) |                                 |                                  |                                  |                     |
| 4 فلوس (1953)                                                      |                                 |                                  |                                  |                     |

#### فئة 10 فلوس
| \| 10 فلوس (1943) - سكة الهند \|                                   | \| 10 فلوس (1943) - سكة الهند \| | \| 10 فلوس (1943) - سكة الهند \|  | \| 10 فلوس (1943) - سكة الهند \|  | \| 10 فلوس (1943) - سكة الهند \| |
| ------------------------------------------------------------------ | -------------------------------- | --------------------------------- | --------------------------------- | -------------------------------- |
| عملة متداولة من 1943 إلى إلى 6 كانون الثاني 1961.                  |                                  |                                   |                                   |                                  |
| الوجه : فيصل الثاني، ملك العراق                                    | الوجه : فيصل الثاني، ملك العراق  | العكس : المملكة العراقية، 10 فلس. | العكس : المملكة العراقية، 10 فلس. |                                  |
| الكتلة 6,75 غم                                                     | المعدن برونز                     | القطر 25 مليمتر                   | السُمك 1,8 مليمتر                  |                                  |
| المصمم(ون) Patrick Brindley                                        | المصمم(ون) Patrick Brindley      | الحواف ملساء                      | الحواف ملساء                      |                                  |
| الطرازات 1943                                                      |                                  |                                   |                                   |                                  |
|                                                                    |                                  |                                   |                                   |                                  |
| ملاحظات – كمية الإصدار: 1 500 000 (KM #108) (Schön #14) (N #12674) |                                  |                                   |                                   |                                  |
| 10 فلوس (1943) - سكة الهند                                         |                                  |                                   |                                   |                                  |

| \| \|                                                              | \| \|                           | \| \|                             | \| \|                             | \| \| |
| ------------------------------------------------------------------ | ------------------------------- | --------------------------------- | --------------------------------- | ----- |
| عملة متداولة من 1953 إلى إلى 6 كانون الثاني 1961.                  |                                 |                                   |                                   |       |
| الوجه : فيصل الثاني، ملك العراق                                    | الوجه : فيصل الثاني، ملك العراق | العكس : المملكة العراقية، 10 فلس. | العكس : المملكة العراقية، 10 فلس. |       |
| الكتلة 6,75 غم                                                     | المعدن نحاس - نيكل              | القطر 25 مليمتر                   | السُمك 2 مليمتر                    |       |
| المصمم(ون) همفري باجيت                                             | المصمم(ون) همفري باجيت          | الحواف ملساء                      | الحواف ملساء                      |       |
| الطرازات 1953                                                      |                                 |                                   |                                   |       |
|                                                                    |                                 |                                   |                                   |       |
| ملاحظات – كمية الإصدار: 11 400 000 (KM #112) (Schön #18) (N #7502) |                                 |                                   |                                   |       |
|                                                                    |                                 |                                   |                                   |       |

#### فئة 20 فلسا
| \| 20 فلسا (1953) \|                                             | \| 20 فلسا (1953) \|            | \| 20 فلسا (1953) \|                                          | \| 20 فلسا (1953) \|                                          | \| 20 فلسا (1953) \| |
| ---------------------------------------------------------------- | ------------------------------- | ------------------------------------------------------------- | ------------------------------------------------------------- | -------------------- |
| عملة متداولة من 1953 إلى إلى 6 كانون الثاني 1961.                |                                 |                                                               |                                                               |                      |
| الوجه : فيصل الثاني، ملك العراق                                  | الوجه : فيصل الثاني، ملك العراق | العكس : المملكة العراقية، التاريخ بالهجري والميلادي، 20 فلساً. | العكس : المملكة العراقية، التاريخ بالهجري والميلادي، 20 فلساً. |                      |
| الكتلة 2,8 غم                                                    | المعدن فضة 0.500                | القطر 19 مليمتر                                               | السُمك 1,2 مليمتر                                              |                      |
| المصمم(ون) همفري باجيت                                           | المصمم(ون) همفري باجيت          | الحواف                                                        | الحواف                                                        |                      |
| الطرازات 1953                                                    |                                 |                                                               |                                                               |                      |
|                                                                  |                                 |                                                               |                                                               |                      |
| ملاحظات – كمية الإصدار: 250 000 (KM #113) (Schön #19) (N #12679) |                                 |                                                               |                                                               |                      |
| 20 فلسا (1953)                                                   |                                 |                                                               |                                                               |                      |

| \| 20 فلسا (1955) \|                                               | \| 20 فلسا (1955) \|            | \| 20 فلسا (1955) \|                                          | \| 20 فلسا (1955) \|                                          | \| 20 فلسا (1955) \| |
| ------------------------------------------------------------------ | ------------------------------- | ------------------------------------------------------------- | ------------------------------------------------------------- | -------------------- |
| عملة متداولة من 1955 إلى إلى 6 كانون الثاني 1961.                  |                                 |                                                               |                                                               |                      |
| الوجه : فيصل الثاني، ملك العراق                                    | الوجه : فيصل الثاني، ملك العراق | العكس : المملكة العراقية، التاريخ بالهجري والميلادي، 20 فلساً. | العكس : المملكة العراقية، التاريخ بالهجري والميلادي، 20 فلساً. |                      |
| الكتلة 2,8 غم                                                      | المعدن فضة 0.500                | القطر 19 مليمتر                                               | السُمك 1,2 مليمتر                                              |                      |
| المصمم(ون) همفري باجيت                                             | المصمم(ون) همفري باجيت          | الحواف                                                        | الحواف                                                        |                      |
| الطرازات 1955                                                      |                                 |                                                               |                                                               |                      |
|                                                                    |                                 |                                                               |                                                               |                      |
| ملاحظات – كمية الإصدار: 4 000 000 (KM #116) (Schön #22) (N #12680) |                                 |                                                               |                                                               |                      |
| 20 فلسا (1955)                                                     |                                 |                                                               |                                                               |                      |

#### فئة الدرهم (50 فلسا)
| \| درهم - 50 فلسا (1953) \|                                      | \| درهم - 50 فلسا (1953) \|     | \| درهم - 50 فلسا (1953) \|                                   | \| درهم - 50 فلسا (1953) \|                                   | \| درهم - 50 فلسا (1953) \| |
| ---------------------------------------------------------------- | ------------------------------- | ------------------------------------------------------------- | ------------------------------------------------------------- | --------------------------- |
| عملة متداولة من 1953 إلى إلى 6 كانون الثاني 1961.                |                                 |                                                               |                                                               |                             |
| الوجه : فيصل الثاني، ملك العراق                                  | الوجه : فيصل الثاني، ملك العراق | العكس : المملكة العراقية، التاريخ بالهجري والميلادي، 50 فلساً. | العكس : المملكة العراقية، التاريخ بالهجري والميلادي، 50 فلساً. |                             |
| الكتلة 7 غم                                                      | المعدن فضة 0.500                | القطر 26,5 مليمتر                                             | السُمك 1,68 مليمتر                                             |                             |
| المصمم(ون) همفري باجيت                                           | المصمم(ون) همفري باجيت          | الحواف                                                        | الحواف                                                        |                             |
| الطرازات 1953                                                    | الطرازات 1953                   | الشكل دائري                                                   | الشكل دائري                                                   |                             |
|                                                                  |                                 |                                                               |                                                               |                             |
| ملاحظات – كمية الإصدار: 560 000 (KM #114) (Schön #20) (N #35758) |                                 |                                                               |                                                               |                             |
| درهم - 50 فلسا (1953)                                            |                                 |                                                               |                                                               |                             |

| \| درهم - 50 فلسا (1955) \|                                        | \| درهم - 50 فلسا (1955) \|     | \| درهم - 50 فلسا (1955) \|                                   | \| درهم - 50 فلسا (1955) \|                                   | \| درهم - 50 فلسا (1955) \| |
| ------------------------------------------------------------------ | ------------------------------- | ------------------------------------------------------------- | ------------------------------------------------------------- | --------------------------- |
| عملة متداولة من 1953 إلى إلى 6 كانون الثاني 1961.                  |                                 |                                                               |                                                               |                             |
| الوجه : فيصل الثاني، ملك العراق                                    | الوجه : فيصل الثاني، ملك العراق | العكس : المملكة العراقية، التاريخ بالهجري والميلادي، 50 فلساً. | العكس : المملكة العراقية، التاريخ بالهجري والميلادي، 50 فلساً. |                             |
| الكتلة 7 غم                                                        | المعدن فضة 0.500                | القطر 26,5 مليمتر                                             | السُمك 1,68 مليمتر                                             |                             |
| المصمم(ون) همفري باجيت                                             | المصمم(ون) همفري باجيت          | الحواف                                                        | الحواف                                                        |                             |
| الطرازات 1955                                                      | الطرازات 1955                   | الشكل دائري                                                   | الشكل دائري                                                   |                             |
|                                                                    |                                 |                                                               |                                                               |                             |
| ملاحظات – كمية الإصدار: 12 000 000 (KM #117) (Schön #23) (N #9610) |                                 |                                                               |                                                               |                             |
| درهم - 50 فلسا (1955)                                              |                                 |                                                               |                                                               |                             |

#### فئة 100 فلس
| \| 100 فلس (1953) \|                                               | \| 100 فلس (1953) \|            | \| 100 فلس (1953) \|                                          | \| 100 فلس (1953) \|                                          | \| 100 فلس (1953) \| |
| ------------------------------------------------------------------ | ------------------------------- | ------------------------------------------------------------- | ------------------------------------------------------------- | -------------------- |
| عملة متداولة من 1953 إلى إلى 6 كانون الثاني 1961.                  |                                 |                                                               |                                                               |                      |
| الوجه : فيصل الثاني، ملك العراق                                    | الوجه : فيصل الثاني، ملك العراق | العكس : المملكة العراقية، التاريخ بالهجري والميلادي، 100 فلس. | العكس : المملكة العراقية، التاريخ بالهجري والميلادي، 100 فلس. |                      |
| الكتلة 10 غم                                                       | المعدن فضة 0.900                | القطر 29 مليمتر                                               | السُمك 1,8 مليمتر                                              |                      |
| المصمم(ون) همفري باجيت                                             | المصمم(ون) همفري باجيت          | الحواف                                                        | الحواف                                                        |                      |
| الطرازات 1953                                                      |                                 |                                                               |                                                               |                      |
|                                                                    |                                 |                                                               |                                                               |                      |
| ملاحظات – كمية الإصدار: 1 200 000 (KM #115) (Schön #21) (N #35759) |                                 |                                                               |                                                               |                      |
| 100 فلس (1953)                                                     |                                 |                                                               |                                                               |                      |

| \| 100 فلس (1955) - لم تتداول - نادر جدا جدا \|                                               | \| 100 فلس (1955) - لم تتداول - نادر جدا جدا \| | \| 100 فلس (1955) - لم تتداول - نادر جدا جدا \|               | \| 100 فلس (1955) - لم تتداول - نادر جدا جدا \|               | \| 100 فلس (1955) - لم تتداول - نادر جدا جدا \| |
| --------------------------------------------------------------------------------------------- | ----------------------------------------------- | ------------------------------------------------------------- | ------------------------------------------------------------- | ----------------------------------------------- |
| عملة لم تتداول، لكن وصل إلى أيدي هواة جمع العملات عدد محدود جدا منها.                         |                                                 |                                                               |                                                               |                                                 |
| الوجه : فيصل الثاني، ملك العراق                                                               | الوجه : فيصل الثاني، ملك العراق                 | العكس : المملكة العراقية، التاريخ بالهجري والميلادي، 100 فلس. | العكس : المملكة العراقية، التاريخ بالهجري والميلادي، 100 فلس. |                                                 |
| الكتلة 10 غم                                                                                  | المعدن فضة 0.900                                | القطر 29 مليمتر                                               | السُمك 1,8 مليمتر                                              |                                                 |
| المصمم(ون) همفري باجيت                                                                        | المصمم(ون) همفري باجيت                          | الحواف                                                        | الحواف                                                        |                                                 |
| الطرازات 1955                                                                                 |                                                 |                                                               |                                                               |                                                 |
|                                                                                               |                                                 |                                                               |                                                               |                                                 |
| ملاحظات – كمية الإصدار: 1 000 000 (لم تصل لأيدي الناس إلا عدد محدود جدا) (KM #118) (N #63036) |                                                 |                                                               |                                                               |                                                 |
| 100 فلس (1955) - لم تتداول - نادر جدا جدا                                                     |                                                 |                                                               |                                                               |                                                 |

## إصدارات الجمهورية العراقية (1958 - 2003)

### إصدارات شعار الجمهورية العراقية الأولى (1958 - 1963)
| \| 1 فلس (1959) \|                                                       | \| 1 فلس (1959) \|                                                       | \| 1 فلس (1959) \|            | \| 1 فلس (1959) \|            | \| 1 فلس (1959) \| |
| ------------------------------------------------------------------------ | ------------------------------------------------------------------------ | ----------------------------- | ----------------------------- | ------------------ |
| تضاءلت قيمتها تدريجيا بسبب التضخم لكنها ألغيت رسميا عام 2004             |                                                                          |                               |                               |                    |
| الوجه : الجمهورية العراقية، القيمة، السنة بالهجري والميلادي، سعفتي نخيل. | الوجه : الجمهورية العراقية، القيمة، السنة بالهجري والميلادي، سعفتي نخيل. | العكس : شعار العراق 1959-1965 | العكس : شعار العراق 1959-1965 |                    |
| الكتلة 2,5 غم                                                            | المعدن برونز                                                             | القطر 19 مليمتر               | السُمك 1,15 مليمتر             |                    |
| المصمم(ون)                                                               | المصمم(ون)                                                               | الحواف ملساء                  | الحواف ملساء                  |                    |
| الطرازات                                                                 | الطرازات                                                                 | الشكل 10 أضلاع                | الشكل 10 أضلاع                |                    |
|                                                                          |                                                                          |                               |                               |                    |
| ملاحظات – كمية الإصدار: 72 000 000 (KM #117) (Schön #24) (N #4659)       |                                                                          |                               |                               |                    |
| 1 فلس (1959)                                                             |                                                                          |                               |                               |                    |

| \| 5 فلوس (1959) \|                                                      | \| 5 فلوس (1959) \|                                                      | \| 5 فلوس (1959) \|           | \| 5 فلوس (1959) \|           | \| 5 فلوس (1959) \| |
| ------------------------------------------------------------------------ | ------------------------------------------------------------------------ | ----------------------------- | ----------------------------- | ------------------- |
| تضاءلت قيمتها تدريجيا بسبب التضخم لكنها ألغيت رسميا عام 2004             |                                                                          |                               |                               |                     |
| الوجه : الجمهورية العراقية، القيمة، السنة بالهجري والميلادي، سعفتي نخيل. | الوجه : الجمهورية العراقية، القيمة، السنة بالهجري والميلادي، سعفتي نخيل. | العكس : شعار العراق 1959-1965 | العكس : شعار العراق 1959-1965 |                     |
| الكتلة 5 غم                                                              | المعدن نحاس - نيكل                                                       | القطر 22 مليمتر               | السُمك 1,5 مليمتر              |                     |
| المصمم(ون)                                                               | المصمم(ون)                                                               | الحواف ملساء                  | الحواف ملساء                  |                     |
| الطرازات 1959                                                            | الطرازات 1959                                                            | الشكل مروحي                   | الشكل مروحي                   |                     |
|                                                                          |                                                                          |                               |                               |                     |
| ملاحظات – كمية الإصدار: 30 000 000 (KM #120) (Schön #25) (N #9562)       |                                                                          |                               |                               |                     |
| 5 فلوس (1959)                                                            |                                                                          |                               |                               |                     |

| \| 10 فلوس (1959) \|                                                     | \| 10 فلوس (1959) \|                                                     | \| 10 فلوس (1959) \|          | \| 10 فلوس (1959) \|          | \| 10 فلوس (1959) \| |
| ------------------------------------------------------------------------ | ------------------------------------------------------------------------ | ----------------------------- | ----------------------------- | -------------------- |
| تضاءلت قيمتها تدريجيا بسبب التضخم لكنها ألغيت رسميا عام 2004             |                                                                          |                               |                               |                      |
| الوجه : الجمهورية العراقية، القيمة، السنة بالهجري والميلادي، سعفتي نخيل. | الوجه : الجمهورية العراقية، القيمة، السنة بالهجري والميلادي، سعفتي نخيل. | العكس : شعار العراق 1959-1965 | العكس : شعار العراق 1959-1965 |                      |
| الكتلة 6,75 غم                                                           | المعدن نحاس - نيكل                                                       | القطر 26 مليمتر               | السُمك 1,6 مليمتر              |                      |
| المصمم(ون)                                                               | المصمم(ون)                                                               | الحواف                        | الحواف                        |                      |
| الطرازات                                                                 |                                                                          |                               |                               |                      |
|                                                                          |                                                                          |                               |                               |                      |
| ملاحظات – كمية الإصدار: 24 000 000 (KM #121) (Schön #26) (N #6575)       |                                                                          |                               |                               |                      |
| 10 فلوس (1959)                                                           |                                                                          |                               |                               |                      |

| \| 25 فلسا (1959) \|                                                     | \| 25 فلسا (1959) \|                                                     | \| 25 فلسا (1959) \|          | \| 25 فلسا (1959) \|          | \| 25 فلسا (1959) \| |
| ------------------------------------------------------------------------ | ------------------------------------------------------------------------ | ----------------------------- | ----------------------------- | -------------------- |
| تضاءلت قيمتها تدريجيا بسبب التضخم لكنها ألغيت رسميا عام 2004             |                                                                          |                               |                               |                      |
| الوجه : الجمهورية العراقية، القيمة، السنة بالهجري والميلادي، سعفتي نخيل. | الوجه : الجمهورية العراقية، القيمة، السنة بالهجري والميلادي، سعفتي نخيل. | العكس : شعار العراق 1959-1965 | العكس : شعار العراق 1959-1965 |                      |
| الكتلة 2,8 غم                                                            | المعدن فضة                                                               | القطر 20 مليمتر               | السُمك 1,1 مليمتر              |                      |
| المصمم(ون)                                                               | المصمم(ون)                                                               | الحواف مسننة                  | الحواف مسننة                  |                      |
| الطرازات                                                                 |                                                                          |                               |                               |                      |
|                                                                          |                                                                          |                               |                               |                      |
| ملاحظات – كمية الإصدار: 12 000 000 (KM #122) (Schön #27) (N #9563)       |                                                                          |                               |                               |                      |
| 25 فلسا (1959)                                                           |                                                                          |                               |                               |                      |

| \| 50 فلسا (1959) \|                                                     | \| 50 فلسا (1959) \|                                                     | \| 50 فلسا (1959) \|          | \| 50 فلسا (1959) \|          | \| 50 فلسا (1959) \| |
| ------------------------------------------------------------------------ | ------------------------------------------------------------------------ | ----------------------------- | ----------------------------- | -------------------- |
| تضاءلت قيمتها تدريجيا بسبب التضخم لكنها ألغيت رسميا عام 2004             |                                                                          |                               |                               |                      |
| الوجه : الجمهورية العراقية، القيمة، السنة بالهجري والميلادي، سعفتي نخيل. | الوجه : الجمهورية العراقية، القيمة، السنة بالهجري والميلادي، سعفتي نخيل. | العكس : شعار العراق 1959-1965 | العكس : شعار العراق 1959-1965 |                      |
| الكتلة 5 غم                                                              | المعدن فضة (عيار 0.500)                                                  | القطر 23 مليمتر               | السُمك 1,28 مليمتر             |                      |
| المصمم(ون)                                                               | المصمم(ون)                                                               | الحواف                        | الحواف                        |                      |
| الطرازات                                                                 |                                                                          |                               |                               |                      |
|                                                                          |                                                                          |                               |                               |                      |
| ملاحظات – كمية الإصدار: 24 000 000 (KM #123) (Schön #28) (N #8357)       |                                                                          |                               |                               |                      |
| 50 فلسا (1959)                                                           |                                                                          |                               |                               |                      |

| \| 100 فلس (1959) \|                                                     | \| 100 فلس (1959) \|                                                     | \| 100 فلس (1959) \|          | \| 100 فلس (1959) \|          | \| 100 فلس (1959) \| |
| ------------------------------------------------------------------------ | ------------------------------------------------------------------------ | ----------------------------- | ----------------------------- | -------------------- |
| تضاءلت قيمتها تدريجيا بسبب التضخم لكنها ألغيت رسميا عام 2004             |                                                                          |                               |                               |                      |
| الوجه : الجمهورية العراقية، القيمة، السنة بالهجري والميلادي، سعفتي نخيل. | الوجه : الجمهورية العراقية، القيمة، السنة بالهجري والميلادي، سعفتي نخيل. | العكس : شعار العراق 1959-1965 | العكس : شعار العراق 1959-1965 |                      |
| الكتلة 10 غم                                                             | المعدن فضة (عيار 0.500)                                                  | القطر 29 مليمتر               | السُمك 2 مليمتر                |                      |
| المصمم(ون)                                                               | المصمم(ون)                                                               | الحواف                        | الحواف                        |                      |
| الطرازات                                                                 |                                                                          |                               |                               |                      |
|                                                                          |                                                                          |                               |                               |                      |
| ملاحظات – كمية الإصدار: 6 000 000 (KM #124) (Schön #29) (N #12682)       |                                                                          |                               |                               |                      |
| 100 فلس (1959)                                                           |                                                                          |                               |                               |                      |

### إصدارات النخيل (1967 - 1990)

#### إصدارات 5 فلوس
| \| 5 فلوس (1967) \|                                                                                   | \| 5 فلوس (1967) \|                                                                                   | \| 5 فلوس (1967) \|                                  | \| 5 فلوس (1967) \|                                  | \| 5 فلوس (1967) \| |
| --- | --- | ---------------------------------------------------- | ---------------------------------------------------- | ------------------- |
| تضاءلت قيمتها تدريجيا بسبب التضخم لكنها ألغيت رسميا عام 2004                                          | |                                                      |                                                      |                     |
| الوجه : ثلاث نخلات مع جداول تبين مجرى الماء من تحتها ومنظر نخيل في المؤخرة، السنة الهجرية والميلادية. | الوجه : ثلاث نخلات مع جداول تبين مجرى الماء من تحتها ومنظر نخيل في المؤخرة، السنة الهجرية والميلادية. | العكس : الجمهورية العراقية، القيمة، ورقة تبغ وسنبلة. | العكس : الجمهورية العراقية، القيمة، ورقة تبغ وسنبلة. |                     |
| الكتلة 5 غم                                                                                           | المعدن نحاس - نيكل                                                                                    | القطر 22 مليمتر                                      | السُمك 1,8 مليمتر                                     |                     |
| المصمم(ون) جيوفري كولي (Q110984098)                                                                   | المصمم(ون) جيوفري كولي (Q110984098)                                                                   | الحواف ملساء                                         | الحواف ملساء                                         |                     |
| الطرازات 1967 - 1971                                                                                  | |                                                      |                                                      |                     |
| | |                                                      |                                                      |                     |
| ملاحظات – كمية الإصدار: 17 000 000 (KM #125) (Schön #31) (N #4180)                                    | |                                                      |                                                      |                     |
| 5 فلوس (1967)                                                                                         | |                                                      |                                                      |                     |

| \| 5 فلوس (1971 نحاس - نيكل) \|                                                                       | \| 5 فلوس (1971 نحاس - نيكل) \|                                                                       | \| 5 فلوس (1971 نحاس - نيكل) \|                      | \| 5 فلوس (1971 نحاس - نيكل) \|                      | \| 5 فلوس (1971 نحاس - نيكل) \| |
| --- | --- | ---------------------------------------------------- | ---------------------------------------------------- | ------------------------------- |
| تضاءلت قيمتها تدريجيا بسبب التضخم لكنها ألغيت رسميا عام 2004                                          | |                                                      |                                                      |                                 |
| الوجه : ثلاث نخلات مع جداول تبين مجرى الماء من تحتها ومنظر نخيل في المؤخرة، السنة الهجرية والميلادية. | الوجه : ثلاث نخلات مع جداول تبين مجرى الماء من تحتها ومنظر نخيل في المؤخرة، السنة الهجرية والميلادية. | العكس : الجمهورية العراقية، القيمة، ورقة تبغ وسنبلة. | العكس : الجمهورية العراقية، القيمة، ورقة تبغ وسنبلة. |                                 |
| الكتلة 5 غم                                                                                           | المعدن نحاس - نيكل                                                                                    | القطر 22 مليمتر                                      | السُمك 1,8 مليمتر                                     |                                 |
| المصمم(ون) جيوفري كولي (Q110984098)                                                                   | المصمم(ون) جيوفري كولي (Q110984098)                                                                   | الحواف ملساء                                         | الحواف ملساء                                         |                                 |
| الطرازات 1967 - 1971                                                                                  | |                                                      |                                                      |                                 |
| | |                                                      |                                                      |                                 |
| ملاحظات – كمية الإصدار: 15 000 000 (KM #125) (Schön #31) (N #4180)                                    | |                                                      |                                                      |                                 |
| 5 فلوس (1971 نحاس - نيكل)                                                                             | |                                                      |                                                      |                                 |

| \| 5 فلوس (1971 - فولاذ مقاوم للصدأ) \|                                                               | \| 5 فلوس (1971 - فولاذ مقاوم للصدأ) \|                                                               | \| 5 فلوس (1971 - فولاذ مقاوم للصدأ) \|              | \| 5 فلوس (1971 - فولاذ مقاوم للصدأ) \|              | \| 5 فلوس (1971 - فولاذ مقاوم للصدأ) \| |
| --- | --- | ---------------------------------------------------- | ---------------------------------------------------- | --------------------------------------- |
| تضاءلت قيمتها تدريجيا بسبب التضخم لكنها ألغيت رسميا عام 2004                                          | |                                                      |                                                      |                                         |
| الوجه : ثلاث نخلات مع جداول تبين مجرى الماء من تحتها ومنظر نخيل في المؤخرة، السنة الهجرية والميلادية. | الوجه : ثلاث نخلات مع جداول تبين مجرى الماء من تحتها ومنظر نخيل في المؤخرة، السنة الهجرية والميلادية. | العكس : الجمهورية العراقية، القيمة، ورقة تبغ وسنبلة. | العكس : الجمهورية العراقية، القيمة، ورقة تبغ وسنبلة. |                                         |
| الكتلة 4 غم                                                                                           | المعدن فولاذ مقاوم للصدأ                                                                              | القطر 22 مليمتر                                      | السُمك 1,5 مليمتر                                     |                                         |
| المصمم(ون) جيوفري كولي (Q110984098)                                                                   | المصمم(ون) جيوفري كولي (Q110984098)                                                                   | الحواف ملساء                                         | الحواف ملساء                                         |                                         |
| الطرازات 1971 - 1981                                                                                  | |                                                      |                                                      |                                         |
| | |                                                      |                                                      |                                         |
| ملاحظات – كمية الإصدار: 2 000 000 (KM #125a) (Schön #31a & 31b) (N #12725)                            | |                                                      |                                                      |                                         |
| 5 فلوس (1971 - فولاذ مقاوم للصدأ)                                                                     | |                                                      |                                                      |                                         |

| \| 5 فلوس (1974) \|                                                                                   | \| 5 فلوس (1974) \|                                                                                   | \| 5 فلوس (1974) \|                                  | \| 5 فلوس (1974) \|                                  | \| 5 فلوس (1974) \| |
| --- | --- | ---------------------------------------------------- | ---------------------------------------------------- | ------------------- |
| تضاءلت قيمتها تدريجيا بسبب التضخم لكنها ألغيت رسميا عام 2004                                          | |                                                      |                                                      |                     |
| الوجه : ثلاث نخلات مع جداول تبين مجرى الماء من تحتها ومنظر نخيل في المؤخرة، السنة الهجرية والميلادية. | الوجه : ثلاث نخلات مع جداول تبين مجرى الماء من تحتها ومنظر نخيل في المؤخرة، السنة الهجرية والميلادية. | العكس : الجمهورية العراقية، القيمة، ورقة تبغ وسنبلة. | العكس : الجمهورية العراقية، القيمة، ورقة تبغ وسنبلة. |                     |
| الكتلة 4 غم                                                                                           | المعدن فولاذ مقاوم للصدأ                                                                              | القطر 22 مليمتر                                      | السُمك 1,5 مليمتر                                     |                     |
| المصمم(ون) جيوفري كولي (Q110984098)                                                                   | المصمم(ون) جيوفري كولي (Q110984098)                                                                   | الحواف ملساء                                         | الحواف ملساء                                         |                     |
| الطرازات 1971 - 1981                                                                                  | |                                                      |                                                      |                     |
| | |                                                      |                                                      |                     |
| ملاحظات – كمية الإصدار: 15 000 000 (KM #125a) (Schön #31a & 31b) (N #12725)                           | |                                                      |                                                      |                     |
| 5 فلوس (1974)                                                                                         | |                                                      |                                                      |                     |

| \| 5 فلوس (1975) \|                                                                                   | \| 5 فلوس (1975) \|                                                                                   | \| 5 فلوس (1975) \|                                  | \| 5 فلوس (1975) \|                                  | \| 5 فلوس (1975) \| |
| --- | --- | ---------------------------------------------------- | ---------------------------------------------------- | ------------------- |
| تضاءلت قيمتها تدريجيا بسبب التضخم لكنها ألغيت رسميا عام 2004                                          | |                                                      |                                                      |                     |
| الوجه : ثلاث نخلات مع جداول تبين مجرى الماء من تحتها ومنظر نخيل في المؤخرة، السنة الهجرية والميلادية. | الوجه : ثلاث نخلات مع جداول تبين مجرى الماء من تحتها ومنظر نخيل في المؤخرة، السنة الهجرية والميلادية. | العكس : الجمهورية العراقية، القيمة، ورقة تبغ وسنبلة. | العكس : الجمهورية العراقية، القيمة، ورقة تبغ وسنبلة. |                     |
| الكتلة 4 غم                                                                                           | المعدن فولاذ مقاوم للصدأ                                                                              | القطر 22 مليمتر                                      | السُمك 1,5 مليمتر                                     |                     |
| المصمم(ون) جيوفري كولي (Q110984098)                                                                   | المصمم(ون) جيوفري كولي (Q110984098)                                                                   | الحواف ملساء                                         | الحواف ملساء                                         |                     |
| الطرازات 1971 - 1981                                                                                  | |                                                      |                                                      |                     |
| | |                                                      |                                                      |                     |
| ملاحظات – كمية الإصدار: 94 800 000 (KM #125a) (Schön #31a & 31b) (N #12725)                           | |                                                      |                                                      |                     |
| 5 فلوس (1975)                                                                                         | |                                                      |                                                      |                     |

| \| 5 فلوس (1981) \|                                                                                   | \| 5 فلوس (1981) \|                                                                                   | \| 5 فلوس (1981) \|                                  | \| 5 فلوس (1981) \|                                  | \| 5 فلوس (1981) \| |
| --- | --- | ---------------------------------------------------- | ---------------------------------------------------- | ------------------- |
| تضاءلت قيمتها تدريجيا بسبب التضخم لكنها ألغيت رسميا عام 2004                                          | |                                                      |                                                      |                     |
| الوجه : ثلاث نخلات مع جداول تبين مجرى الماء من تحتها ومنظر نخيل في المؤخرة، السنة الهجرية والميلادية. | الوجه : ثلاث نخلات مع جداول تبين مجرى الماء من تحتها ومنظر نخيل في المؤخرة، السنة الهجرية والميلادية. | العكس : الجمهورية العراقية، القيمة، ورقة تبغ وسنبلة. | العكس : الجمهورية العراقية، القيمة، ورقة تبغ وسنبلة. |                     |
| الكتلة 3.9 غم - 5.0 غم                                                                                | المعدن فولاذ مقاوم للصدأ - لا ينجذب للمغناطيس                                                         | القطر 22 مليمتر                                      | السُمك 1,5 مليمتر                                     |                     |
| المصمم(ون) جيوفري كولي (Q110984098)                                                                   | المصمم(ون) جيوفري كولي (Q110984098)                                                                   | الحواف ملساء                                         | الحواف ملساء                                         |                     |
| الطرازات 1971 - 1981                                                                                  | |                                                      |                                                      |                     |
| | |                                                      |                                                      |                     |
| ملاحظات – كمية الإصدار: 29 840 000 (KM #125a) (Schön #31a & 31b) (N #12725)                           | |                                                      |                                                      |                     |
| 5 فلوس (1981)                                                                                         | |                                                      |                                                      |                     |

#### إصدارات 10 فلوس
| \| 10 فلوس (1967) \|                                                                                  | \| 10 فلوس (1967) \|                                                                                  | \| 10 فلوس (1967) \|                                 | \| 10 فلوس (1967) \|                                 | \| 10 فلوس (1967) \| |
| --- | --- | ---------------------------------------------------- | ---------------------------------------------------- | -------------------- |
| تضاءلت قيمتها تدريجيا بسبب التضخم لكنها ألغيت رسميا عام 2004                                          | |                                                      |                                                      |                      |
| الوجه : ثلاث نخلات مع جداول تبين مجرى الماء من تحتها ومنظر نخيل في المؤخرة، السنة الهجرية والميلادية. | الوجه : ثلاث نخلات مع جداول تبين مجرى الماء من تحتها ومنظر نخيل في المؤخرة، السنة الهجرية والميلادية. | العكس : الجمهورية العراقية، القيمة، ورقة تبغ وسنبلة. | العكس : الجمهورية العراقية، القيمة، ورقة تبغ وسنبلة. |                      |
| الكتلة 6,75 غم                                                                                        | المعدن نحاس - نيكل                                                                                    | القطر 26 مليمتر                                      | السُمك 1,6 مليمتر                                     |                      |
| المصمم(ون) جيوفري كولي (Q110984098)                                                                   | المصمم(ون) جيوفري كولي (Q110984098)                                                                   | الحواف ملساء                                         | الحواف ملساء                                         |                      |
| الطرازات                                                                                              | |                                                      |                                                      |                      |
| | |                                                      |                                                      |                      |
| ملاحظات – كمية الإصدار: 13 400 000 (KM #126) (Schön #32) (N #7817)                                    | |                                                      |                                                      |                      |
| 10 فلوس (1967)                                                                                        | |                                                      |                                                      |                      |

| \| 10 فلوس (1971 - نحاس - نيكل) \|                                                                    | \| 10 فلوس (1971 - نحاس - نيكل) \|                                                                    | \| 10 فلوس (1971 - نحاس - نيكل) \|                   | \| 10 فلوس (1971 - نحاس - نيكل) \|                   | \| 10 فلوس (1971 - نحاس - نيكل) \| |
| --- | --- | ---------------------------------------------------- | ---------------------------------------------------- | ---------------------------------- |
| تضاءلت قيمتها تدريجيا بسبب التضخم لكنها ألغيت رسميا عام 2004                                          | |                                                      |                                                      |                                    |
| الوجه : ثلاث نخلات مع جداول تبين مجرى الماء من تحتها ومنظر نخيل في المؤخرة، السنة الهجرية والميلادية. | الوجه : ثلاث نخلات مع جداول تبين مجرى الماء من تحتها ومنظر نخيل في المؤخرة، السنة الهجرية والميلادية. | العكس : الجمهورية العراقية، القيمة، ورقة تبغ وسنبلة. | العكس : الجمهورية العراقية، القيمة، ورقة تبغ وسنبلة. |                                    |
| الكتلة 6,75 غم                                                                                        | المعدن نحاس - نيكل                                                                                    | القطر 26 مليمتر                                      | السُمك 1,6 مليمتر                                     |                                    |
| المصمم(ون) جيوفري كولي (Q110984098)                                                                   | المصمم(ون) جيوفري كولي (Q110984098)                                                                   | الحواف ملساء                                         | الحواف ملساء                                         |                                    |
| الطرازات                                                                                              | |                                                      |                                                      |                                    |
| | |                                                      |                                                      |                                    |
| ملاحظات – كمية الإصدار: 12 000 000 (KM #126) (Schön #32) (N #7817)                                    | |                                                      |                                                      |                                    |
| 10 فلوس (1971 - نحاس - نيكل)                                                                          | |                                                      |                                                      |                                    |

| \| 10 فلوس (1971 - فولاذ مقاوم للصدأ) \|                                                              | \| 10 فلوس (1971 - فولاذ مقاوم للصدأ) \|                                                              | \| 10 فلوس (1971 - فولاذ مقاوم للصدأ) \|             | \| 10 فلوس (1971 - فولاذ مقاوم للصدأ) \|             | \| 10 فلوس (1971 - فولاذ مقاوم للصدأ) \| |
| --- | --- | ---------------------------------------------------- | ---------------------------------------------------- | ---------------------------------------- |
| تضاءلت قيمتها تدريجيا بسبب التضخم لكنها ألغيت رسميا عام 2004                                          | |                                                      |                                                      |                                          |
| الوجه : ثلاث نخلات مع جداول تبين مجرى الماء من تحتها ومنظر نخيل في المؤخرة، السنة الهجرية والميلادية. | الوجه : ثلاث نخلات مع جداول تبين مجرى الماء من تحتها ومنظر نخيل في المؤخرة، السنة الهجرية والميلادية. | العكس : الجمهورية العراقية، القيمة، ورقة تبغ وسنبلة. | العكس : الجمهورية العراقية، القيمة، ورقة تبغ وسنبلة. |                                          |
| الكتلة 5,75 غم                                                                                        | المعدن فولاذ مقاوم للصدأ                                                                              | القطر 26 مليمتر                                      | السُمك 1,6 مليمتر                                     |                                          |
| المصمم(ون) جيوفري كولي (Q110984098)                                                                   | المصمم(ون) جيوفري كولي (Q110984098)                                                                   | الحواف ملساء                                         | الحواف ملساء                                         |                                          |
| الطرازات                                                                                              | |                                                      |                                                      |                                          |
| | |                                                      |                                                      |                                          |
| ملاحظات – كمية الإصدار: 1 550 000 (KM #126a) (Schön #32a & 32b) (N #4660)                             | |                                                      |                                                      |                                          |
| 10 فلوس (1971 - فولاذ مقاوم للصدأ)                                                                    | |                                                      |                                                      |                                          |

| \| 10 فلوس (1974) \|                                                                                  | \| 10 فلوس (1974) \|                                                                                  | \| 10 فلوس (1974) \|                                 | \| 10 فلوس (1974) \|                                 | \| 10 فلوس (1974) \| |
| --- | --- | ---------------------------------------------------- | ---------------------------------------------------- | -------------------- |
| تضاءلت قيمتها تدريجيا بسبب التضخم لكنها ألغيت رسميا عام 2004                                          | |                                                      |                                                      |                      |
| الوجه : ثلاث نخلات مع جداول تبين مجرى الماء من تحتها ومنظر نخيل في المؤخرة، السنة الهجرية والميلادية. | الوجه : ثلاث نخلات مع جداول تبين مجرى الماء من تحتها ومنظر نخيل في المؤخرة، السنة الهجرية والميلادية. | العكس : الجمهورية العراقية، القيمة، ورقة تبغ وسنبلة. | العكس : الجمهورية العراقية، القيمة، ورقة تبغ وسنبلة. |                      |
| الكتلة 5,75 غم                                                                                        | المعدن فولاذ مقاوم للصدأ                                                                              | القطر 26 مليمتر                                      | السُمك 1,6 مليمتر                                     |                      |
| المصمم(ون) جيوفري كولي (Q110984098)                                                                   | المصمم(ون) جيوفري كولي (Q110984098)                                                                   | الحواف ملساء                                         | الحواف ملساء                                         |                      |
| الطرازات                                                                                              | |                                                      |                                                      |                      |
| | |                                                      |                                                      |                      |
| ملاحظات – كمية الإصدار: 12 000 000 (KM #126a) (Schön #32a & 32b) (N #4660)                            | |                                                      |                                                      |                      |
| 10 فلوس (1974)                                                                                        | |                                                      |                                                      |                      |

| \| 10 فلوس (1975) \|                                                                                  | \| 10 فلوس (1975) \|                                                                                  | \| 10 فلوس (1975) \|                                 | \| 10 فلوس (1975) \|                                 | \| 10 فلوس (1975) \| |
| --- | --- | ---------------------------------------------------- | ---------------------------------------------------- | -------------------- |
| تضاءلت قيمتها تدريجيا بسبب التضخم لكنها ألغيت رسميا عام 2004                                          | |                                                      |                                                      |                      |
| الوجه : ثلاث نخلات مع جداول تبين مجرى الماء من تحتها ومنظر نخيل في المؤخرة، السنة الهجرية والميلادية. | الوجه : ثلاث نخلات مع جداول تبين مجرى الماء من تحتها ومنظر نخيل في المؤخرة، السنة الهجرية والميلادية. | العكس : الجمهورية العراقية، القيمة، ورقة تبغ وسنبلة. | العكس : الجمهورية العراقية، القيمة، ورقة تبغ وسنبلة. |                      |
| الكتلة 5,75 غم                                                                                        | المعدن فولاذ مقاوم للصدأ                                                                              | القطر 26 مليمتر                                      | السُمك 1,6 مليمتر                                     |                      |
| المصمم(ون) جيوفري كولي (Q110984098)                                                                   | المصمم(ون) جيوفري كولي (Q110984098)                                                                   | الحواف ملساء                                         | الحواف ملساء                                         |                      |
| الطرازات                                                                                              | |                                                      |                                                      |                      |
| | |                                                      |                                                      |                      |
| ملاحظات – كمية الإصدار: 52 456 000 (KM #126a) (Schön #32a & 32b) (N #4660)                            | |                                                      |                                                      |                      |
| 10 فلوس (1975)                                                                                        | |                                                      |                                                      |                      |

| \| 10 فلوس (1979) \|                                                                                  | \| 10 فلوس (1979) \|                                                                                  | \| 10 فلوس (1979) \|                                 | \| 10 فلوس (1979) \|                                 | \| 10 فلوس (1979) \| |
| --- | --- | ---------------------------------------------------- | ---------------------------------------------------- | -------------------- |
| تضاءلت قيمتها تدريجيا بسبب التضخم لكنها ألغيت رسميا عام 2004                                          | |                                                      |                                                      |                      |
| الوجه : ثلاث نخلات مع جداول تبين مجرى الماء من تحتها ومنظر نخيل في المؤخرة، السنة الهجرية والميلادية. | الوجه : ثلاث نخلات مع جداول تبين مجرى الماء من تحتها ومنظر نخيل في المؤخرة، السنة الهجرية والميلادية. | العكس : الجمهورية العراقية، القيمة، ورقة تبغ وسنبلة. | العكس : الجمهورية العراقية، القيمة، ورقة تبغ وسنبلة. |                      |
| الكتلة 5,75 غم                                                                                        | المعدن فولاذ مقاوم للصدأ                                                                              | القطر 26 مليمتر                                      | السُمك 1,6 مليمتر                                     |                      |
| المصمم(ون) جيوفري كولي (Q110984098)                                                                   | المصمم(ون) جيوفري كولي (Q110984098)                                                                   | الحواف ملساء                                         | الحواف ملساء                                         |                      |
| الطرازات                                                                                              | |                                                      |                                                      |                      |
| | |                                                      |                                                      |                      |
| ملاحظات – كمية الإصدار: 13 800 000 (KM #126a) (Schön #32a & 32b) (N #4660)                            | |                                                      |                                                      |                      |
| 10 فلوس (1979)                                                                                        | |                                                      |                                                      |                      |

| \| 10 فلوس (1981) \|                                                                                  | \| 10 فلوس (1981) \|                                                                                  | \| 10 فلوس (1981) \|                                 | \| 10 فلوس (1981) \|                                 | \| 10 فلوس (1981) \| |
| --- | --- | ---------------------------------------------------- | ---------------------------------------------------- | -------------------- |
| تضاءلت قيمتها تدريجيا بسبب التضخم لكنها ألغيت رسميا عام 2004                                          | |                                                      |                                                      |                      |
| الوجه : ثلاث نخلات مع جداول تبين مجرى الماء من تحتها ومنظر نخيل في المؤخرة، السنة الهجرية والميلادية. | الوجه : ثلاث نخلات مع جداول تبين مجرى الماء من تحتها ومنظر نخيل في المؤخرة، السنة الهجرية والميلادية. | العكس : الجمهورية العراقية، القيمة، ورقة تبغ وسنبلة. | العكس : الجمهورية العراقية، القيمة، ورقة تبغ وسنبلة. |                      |
| الكتلة 5,75 غم                                                                                        | المعدن فولاذ مقاوم للصدأ - لا ينجذب للمغناطيس                                                         | القطر 26 مليمتر                                      | السُمك 1,6 مليمتر                                     |                      |
| المصمم(ون) جيوفري كولي (Q110984098)                                                                   | المصمم(ون) جيوفري كولي (Q110984098)                                                                   | الحواف ملساء                                         | الحواف ملساء                                         |                      |
| الطرازات                                                                                              | |                                                      |                                                      |                      |
| | |                                                      |                                                      |                      |
| ملاحظات – كمية الإصدار: 63 736 000 (KM #126a) (Schön #32a & 32b) (N #4660)                            | |                                                      |                                                      |                      |
| 10 فلوس (1981)                                                                                        | |                                                      |                                                      |                      |

#### إصدارات 25 فلسا
| \| 25 فلسا (1969) \|                                                                                  | \| 25 فلسا (1969) \|                                                                                  | \| 25 فلسا (1969) \|                                 | \| 25 فلسا (1969) \|                                 | \| 25 فلسا (1969) \| |
| --- | --- | ---------------------------------------------------- | ---------------------------------------------------- | -------------------- |
| تضاءلت قيمتها تدريجيا بسبب التضخم لكنها ألغيت رسميا عام 2004                                          | |                                                      |                                                      |                      |
| الوجه : ثلاث نخلات مع جداول تبين مجرى الماء من تحتها ومنظر نخيل في المؤخرة، السنة الهجرية والميلادية. | الوجه : ثلاث نخلات مع جداول تبين مجرى الماء من تحتها ومنظر نخيل في المؤخرة، السنة الهجرية والميلادية. | العكس : الجمهورية العراقية، القيمة، ورقة تبغ وسنبلة. | العكس : الجمهورية العراقية، القيمة، ورقة تبغ وسنبلة. |                      |
| الكتلة 2,8 غم                                                                                         | المعدن نحاس - نيكل                                                                                    | القطر 20 مليمتر                                      | السُمك 1,1 مليمتر                                     |                      |
| المصمم(ون) جيوفري كولي (Q110984098)                                                                   | المصمم(ون) جيوفري كولي (Q110984098)                                                                   | الحواف                                               | الحواف                                               |                      |
| الطرازات                                                                                              | |                                                      |                                                      |                      |
| | |                                                      |                                                      |                      |
| ملاحظات – كمية الإصدار: 6 000 000 (KM #127) (Schön #33) (N #3302)                                     | |                                                      |                                                      |                      |
| 25 فلسا (1969)                                                                                        | |                                                      |                                                      |                      |

| \| 25 فلسا (1970) \|                                                                                  | \| 25 فلسا (1970) \|                                                                                  | \| 25 فلسا (1970) \|                                 | \| 25 فلسا (1970) \|                                 | \| 25 فلسا (1970) \| |
| --- | --- | ---------------------------------------------------- | ---------------------------------------------------- | -------------------- |
| تضاءلت قيمتها تدريجيا بسبب التضخم لكنها ألغيت رسميا عام 2004                                          | |                                                      |                                                      |                      |
| الوجه : ثلاث نخلات مع جداول تبين مجرى الماء من تحتها ومنظر نخيل في المؤخرة، السنة الهجرية والميلادية. | الوجه : ثلاث نخلات مع جداول تبين مجرى الماء من تحتها ومنظر نخيل في المؤخرة، السنة الهجرية والميلادية. | العكس : الجمهورية العراقية، القيمة، ورقة تبغ وسنبلة. | العكس : الجمهورية العراقية، القيمة، ورقة تبغ وسنبلة. |                      |
| الكتلة 2,8 غم                                                                                         | المعدن نحاس - نيكل                                                                                    | القطر 20 مليمتر                                      | السُمك 1,1 مليمتر                                     |                      |
| المصمم(ون) جيوفري كولي (Q110984098)                                                                   | المصمم(ون) جيوفري كولي (Q110984098)                                                                   | الحواف                                               | الحواف                                               |                      |
| الطرازات                                                                                              | |                                                      |                                                      |                      |
| | |                                                      |                                                      |                      |
| ملاحظات – كمية الإصدار: 6 000 000 (KM #127) (Schön #33) (N #3302)                                     | |                                                      |                                                      |                      |
| 25 فلسا (1970)                                                                                        | |                                                      |                                                      |                      |

| \| 25 فلسا (1972) \|                                                                                  | \| 25 فلسا (1972) \|                                                                                  | \| 25 فلسا (1972) \|                                 | \| 25 فلسا (1972) \|                                 | \| 25 فلسا (1972) \| |
| --- | --- | ---------------------------------------------------- | ---------------------------------------------------- | -------------------- |
| تضاءلت قيمتها تدريجيا بسبب التضخم لكنها ألغيت رسميا عام 2004                                          | |                                                      |                                                      |                      |
| الوجه : ثلاث نخلات مع جداول تبين مجرى الماء من تحتها ومنظر نخيل في المؤخرة، السنة الهجرية والميلادية. | الوجه : ثلاث نخلات مع جداول تبين مجرى الماء من تحتها ومنظر نخيل في المؤخرة، السنة الهجرية والميلادية. | العكس : الجمهورية العراقية، القيمة، ورقة تبغ وسنبلة. | العكس : الجمهورية العراقية، القيمة، ورقة تبغ وسنبلة. |                      |
| الكتلة 2,8 غم                                                                                         | المعدن نحاس - نيكل                                                                                    | القطر 20 مليمتر                                      | السُمك 1,1 مليمتر                                     |                      |
| المصمم(ون) جيوفري كولي (Q110984098)                                                                   | المصمم(ون) جيوفري كولي (Q110984098)                                                                   | الحواف                                               | الحواف                                               |                      |
| الطرازات                                                                                              | |                                                      |                                                      |                      |
| | |                                                      |                                                      |                      |
| ملاحظات – كمية الإصدار: 12 000 000 (KM #127) (Schön #33) (N #3302)                                    | |                                                      |                                                      |                      |
| 25 فلسا (1972)                                                                                        | |                                                      |                                                      |                      |

| \| 25 فلسا (1975) \|                                                                                  | \| 25 فلسا (1975) \|                                                                                  | \| 25 فلسا (1975) \|                                 | \| 25 فلسا (1975) \|                                 | \| 25 فلسا (1975) \| |
| --- | --- | ---------------------------------------------------- | ---------------------------------------------------- | -------------------- |
| تضاءلت قيمتها تدريجيا بسبب التضخم لكنها ألغيت رسميا عام 2004                                          | |                                                      |                                                      |                      |
| الوجه : ثلاث نخلات مع جداول تبين مجرى الماء من تحتها ومنظر نخيل في المؤخرة، السنة الهجرية والميلادية. | الوجه : ثلاث نخلات مع جداول تبين مجرى الماء من تحتها ومنظر نخيل في المؤخرة، السنة الهجرية والميلادية. | العكس : الجمهورية العراقية، القيمة، ورقة تبغ وسنبلة. | العكس : الجمهورية العراقية، القيمة، ورقة تبغ وسنبلة. |                      |
| الكتلة 2,8 غم                                                                                         | المعدن نحاس - نيكل                                                                                    | القطر 20 مليمتر                                      | السُمك 1,1 مليمتر                                     |                      |
| المصمم(ون) جيوفري كولي (Q110984098)                                                                   | المصمم(ون) جيوفري كولي (Q110984098)                                                                   | الحواف                                               | الحواف                                               |                      |
| الطرازات                                                                                              | |                                                      |                                                      |                      |
| | |                                                      |                                                      |                      |
| ملاحظات – كمية الإصدار: 48 000 000 (KM #127) (Schön #33) (N #3302)                                    | |                                                      |                                                      |                      |
| 25 فلسا (1975)                                                                                        | |                                                      |                                                      |                      |

| \| 25 فلسا (1981) \|                                                                                  | \| 25 فلسا (1981) \|                                                                                  | \| 25 فلسا (1981) \|                                 | \| 25 فلسا (1981) \|                                 | \| 25 فلسا (1981) \| |
| --- | --- | ---------------------------------------------------- | ---------------------------------------------------- | -------------------- |
| تضاءلت قيمتها تدريجيا بسبب التضخم لكنها ألغيت رسميا عام 2004                                          | |                                                      |                                                      |                      |
| الوجه : ثلاث نخلات مع جداول تبين مجرى الماء من تحتها ومنظر نخيل في المؤخرة، السنة الهجرية والميلادية. | الوجه : ثلاث نخلات مع جداول تبين مجرى الماء من تحتها ومنظر نخيل في المؤخرة، السنة الهجرية والميلادية. | العكس : الجمهورية العراقية، القيمة، ورقة تبغ وسنبلة. | العكس : الجمهورية العراقية، القيمة، ورقة تبغ وسنبلة. |                      |
| الكتلة 2,8 غم                                                                                         | المعدن نحاس - نيكل                                                                                    | القطر 20 مليمتر                                      | السُمك 1,1 مليمتر                                     |                      |
| المصمم(ون) جيوفري كولي (Q110984098)                                                                   | المصمم(ون) جيوفري كولي (Q110984098)                                                                   | الحواف                                               | الحواف                                               |                      |
| الطرازات                                                                                              | |                                                      |                                                      |                      |
| | |                                                      |                                                      |                      |
| ملاحظات – كمية الإصدار: 60 000 000 (KM #127) (Schön #33) (N #3302)                                    | |                                                      |                                                      |                      |
| 25 فلسا (1981)                                                                                        | |                                                      |                                                      |                      |

#### إصدارات 50 فلسا
| \| 50 فلسا (1969) \|                                                                                  | \| 50 فلسا (1969) \|                                                                                  | \| 50 فلسا (1969) \|                                 | \| 50 فلسا (1969) \|                                 | \| 50 فلسا (1969) \| |
| --- | --- | ---------------------------------------------------- | ---------------------------------------------------- | -------------------- |
| تضاءلت قيمتها تدريجيا بسبب التضخم لكنها ألغيت رسميا عام 2004                                          | |                                                      |                                                      |                      |
| الوجه : ثلاث نخلات مع جداول تبين مجرى الماء من تحتها ومنظر نخيل في المؤخرة، السنة الهجرية والميلادية. | الوجه : ثلاث نخلات مع جداول تبين مجرى الماء من تحتها ومنظر نخيل في المؤخرة، السنة الهجرية والميلادية. | العكس : الجمهورية العراقية، القيمة، ورقة تبغ وسنبلة. | العكس : الجمهورية العراقية، القيمة، ورقة تبغ وسنبلة. |                      |
| الكتلة 5,6 غم                                                                                         | المعدن نحاس - نيكل                                                                                    | القطر 23 مليمتر                                      | السُمك 1,75 مليمتر                                    |                      |
| المصمم(ون) جيوفري كولي (Q110984098)                                                                   | المصمم(ون) جيوفري كولي (Q110984098)                                                                   | الحواف مخددة                                         | الحواف مخددة                                         |                      |
| الطرازات 1969 - 1990                                                                                  | الطرازات 1969 - 1990                                                                                  | الشكل دائري                                          | الشكل دائري                                          |                      |
| | |                                                      |                                                      |                      |
| ملاحظات – كمية الإصدار: 12 000 000 (KM #128) (Schön #34) (N #3300)                                    | |                                                      |                                                      |                      |
| 50 فلسا (1969)                                                                                        | |                                                      |                                                      |                      |

| \| 50 فلسا (1970) \|                                                                                  | \| 50 فلسا (1970) \|                                                                                  | \| 50 فلسا (1970) \|                                 | \| 50 فلسا (1970) \|                                 | \| 50 فلسا (1970) \| |
| --- | --- | ---------------------------------------------------- | ---------------------------------------------------- | -------------------- |
| تضاءلت قيمتها تدريجيا بسبب التضخم لكنها ألغيت رسميا عام 2004                                          | |                                                      |                                                      |                      |
| الوجه : ثلاث نخلات مع جداول تبين مجرى الماء من تحتها ومنظر نخيل في المؤخرة، السنة الهجرية والميلادية. | الوجه : ثلاث نخلات مع جداول تبين مجرى الماء من تحتها ومنظر نخيل في المؤخرة، السنة الهجرية والميلادية. | العكس : الجمهورية العراقية، القيمة، ورقة تبغ وسنبلة. | العكس : الجمهورية العراقية، القيمة، ورقة تبغ وسنبلة. |                      |
| الكتلة 5,6 غم                                                                                         | المعدن نحاس - نيكل                                                                                    | القطر 23 مليمتر                                      | السُمك 1,75 مليمتر                                    |                      |
| المصمم(ون) جيوفري كولي (Q110984098)                                                                   | المصمم(ون) جيوفري كولي (Q110984098)                                                                   | الحواف مخددة                                         | الحواف مخددة                                         |                      |
| الطرازات 1969 - 1990                                                                                  | الطرازات 1969 - 1990                                                                                  | الشكل دائري                                          | الشكل دائري                                          |                      |
| | |                                                      |                                                      |                      |
| ملاحظات – كمية الإصدار: 12 000 000 (KM #128) (Schön #34) (N #3300)                                    | |                                                      |                                                      |                      |
| 50 فلسا (1970)                                                                                        | |                                                      |                                                      |                      |

| \| 50 فلسا (1972) \|                                                                                  | \| 50 فلسا (1972) \|                                                                                  | \| 50 فلسا (1972) \|                                 | \| 50 فلسا (1972) \|                                 | \| 50 فلسا (1972) \| |
| --- | --- | ---------------------------------------------------- | ---------------------------------------------------- | -------------------- |
| تضاءلت قيمتها تدريجيا بسبب التضخم لكنها ألغيت رسميا عام 2004                                          | |                                                      |                                                      |                      |
| الوجه : ثلاث نخلات مع جداول تبين مجرى الماء من تحتها ومنظر نخيل في المؤخرة، السنة الهجرية والميلادية. | الوجه : ثلاث نخلات مع جداول تبين مجرى الماء من تحتها ومنظر نخيل في المؤخرة، السنة الهجرية والميلادية. | العكس : الجمهورية العراقية، القيمة، ورقة تبغ وسنبلة. | العكس : الجمهورية العراقية، القيمة، ورقة تبغ وسنبلة. |                      |
| الكتلة 5,6 غم                                                                                         | المعدن نحاس - نيكل                                                                                    | القطر 23 مليمتر                                      | السُمك 1,75 مليمتر                                    |                      |
| المصمم(ون) جيوفري كولي (Q110984098)                                                                   | المصمم(ون) جيوفري كولي (Q110984098)                                                                   | الحواف مخددة                                         | الحواف مخددة                                         |                      |
| الطرازات 1969 - 1990                                                                                  | الطرازات 1969 - 1990                                                                                  | الشكل دائري                                          | الشكل دائري                                          |                      |
| | |                                                      |                                                      |                      |
| ملاحظات – كمية الإصدار: 12 000 000 (KM #128) (Schön #34) (N #3300)                                    | |                                                      |                                                      |                      |
| 50 فلسا (1972)                                                                                        | |                                                      |                                                      |                      |

| \| 50 فلسا (1975) \|                                                                                  | \| 50 فلسا (1975) \|                                                                                  | \| 50 فلسا (1975) \|                                 | \| 50 فلسا (1975) \|                                 | \| 50 فلسا (1975) \| |
| --- | --- | ---------------------------------------------------- | ---------------------------------------------------- | -------------------- |
| تضاءلت قيمتها تدريجيا بسبب التضخم لكنها ألغيت رسميا عام 2004                                          | |                                                      |                                                      |                      |
| الوجه : ثلاث نخلات مع جداول تبين مجرى الماء من تحتها ومنظر نخيل في المؤخرة، السنة الهجرية والميلادية. | الوجه : ثلاث نخلات مع جداول تبين مجرى الماء من تحتها ومنظر نخيل في المؤخرة، السنة الهجرية والميلادية. | العكس : الجمهورية العراقية، القيمة، ورقة تبغ وسنبلة. | العكس : الجمهورية العراقية، القيمة، ورقة تبغ وسنبلة. |                      |
| الكتلة 5,6 غم                                                                                         | المعدن نحاس - نيكل                                                                                    | القطر 23 مليمتر                                      | السُمك 1,75 مليمتر                                    |                      |
| المصمم(ون) جيوفري كولي (Q110984098)                                                                   | المصمم(ون) جيوفري كولي (Q110984098)                                                                   | الحواف مخددة                                         | الحواف مخددة                                         |                      |
| الطرازات 1969 - 1990                                                                                  | الطرازات 1969 - 1990                                                                                  | الشكل دائري                                          | الشكل دائري                                          |                      |
| | |                                                      |                                                      |                      |
| ملاحظات – كمية الإصدار: 36 000 000 (KM #128) (Schön #34) (N #3300)                                    | |                                                      |                                                      |                      |
| 50 فلسا (1975)                                                                                        | |                                                      |                                                      |                      |

| \| 50 فلسا (1979) \|                                                                                  | \| 50 فلسا (1979) \|                                                                                  | \| 50 فلسا (1979) \|                                 | \| 50 فلسا (1979) \|                                 | \| 50 فلسا (1979) \| |
| --- | --- | ---------------------------------------------------- | ---------------------------------------------------- | -------------------- |
| تضاءلت قيمتها تدريجيا بسبب التضخم لكنها ألغيت رسميا عام 2004                                          | |                                                      |                                                      |                      |
| الوجه : ثلاث نخلات مع جداول تبين مجرى الماء من تحتها ومنظر نخيل في المؤخرة، السنة الهجرية والميلادية. | الوجه : ثلاث نخلات مع جداول تبين مجرى الماء من تحتها ومنظر نخيل في المؤخرة، السنة الهجرية والميلادية. | العكس : الجمهورية العراقية، القيمة، ورقة تبغ وسنبلة. | العكس : الجمهورية العراقية، القيمة، ورقة تبغ وسنبلة. |                      |
| الكتلة 5,6 غم                                                                                         | المعدن نحاس - نيكل                                                                                    | القطر 23 مليمتر                                      | السُمك 1,75 مليمتر                                    |                      |
| المصمم(ون) جيوفري كولي (Q110984098)                                                                   | المصمم(ون) جيوفري كولي (Q110984098)                                                                   | الحواف مخددة                                         | الحواف مخددة                                         |                      |
| الطرازات 1969 - 1990                                                                                  | الطرازات 1969 - 1990                                                                                  | الشكل دائري                                          | الشكل دائري                                          |                      |
| | |                                                      |                                                      |                      |
| ملاحظات – كمية الإصدار: 1 500 000 (KM #128) (Schön #34) (N #3300)                                     | |                                                      |                                                      |                      |
| 50 فلسا (1979)                                                                                        | |                                                      |                                                      |                      |

| \| 50 فلسا (1980) \|                                                                                  | \| 50 فلسا (1980) \|                                                                                  | \| 50 فلسا (1980) \|                                 | \| 50 فلسا (1980) \|                                 | \| 50 فلسا (1980) \| |
| --- | --- | ---------------------------------------------------- | ---------------------------------------------------- | -------------------- |
| تضاءلت قيمتها تدريجيا بسبب التضخم لكنها ألغيت رسميا عام 2004                                          | |                                                      |                                                      |                      |
| الوجه : ثلاث نخلات مع جداول تبين مجرى الماء من تحتها ومنظر نخيل في المؤخرة، السنة الهجرية والميلادية. | الوجه : ثلاث نخلات مع جداول تبين مجرى الماء من تحتها ومنظر نخيل في المؤخرة، السنة الهجرية والميلادية. | العكس : الجمهورية العراقية، القيمة، ورقة تبغ وسنبلة. | العكس : الجمهورية العراقية، القيمة، ورقة تبغ وسنبلة. |                      |
| الكتلة 5,6 غم                                                                                         | المعدن نحاس - نيكل                                                                                    | القطر 23 مليمتر                                      | السُمك 1,75 مليمتر                                    |                      |
| المصمم(ون) جيوفري كولي (Q110984098)                                                                   | المصمم(ون) جيوفري كولي (Q110984098)                                                                   | الحواف مخددة                                         | الحواف مخددة                                         |                      |
| الطرازات 1969 - 1990                                                                                  | الطرازات 1969 - 1990                                                                                  | الشكل دائري                                          | الشكل دائري                                          |                      |
| | |                                                      |                                                      |                      |
| ملاحظات – كمية الإصدار: 23 520 000 (KM #128) (Schön #34) (N #3300)                                    | |                                                      |                                                      |                      |
| 50 فلسا (1980)                                                                                        | |                                                      |                                                      |                      |

| \| 50 فلسا (1981) \|                                                                                  | \| 50 فلسا (1981) \|                                                                                  | \| 50 فلسا (1981) \|                                 | \| 50 فلسا (1981) \|                                 | \| 50 فلسا (1981) \| |
| --- | --- | ---------------------------------------------------- | ---------------------------------------------------- | -------------------- |
| تضاءلت قيمتها تدريجيا بسبب التضخم لكنها ألغيت رسميا عام 2004                                          | |                                                      |                                                      |                      |
| الوجه : ثلاث نخلات مع جداول تبين مجرى الماء من تحتها ومنظر نخيل في المؤخرة، السنة الهجرية والميلادية. | الوجه : ثلاث نخلات مع جداول تبين مجرى الماء من تحتها ومنظر نخيل في المؤخرة، السنة الهجرية والميلادية. | العكس : الجمهورية العراقية، القيمة، ورقة تبغ وسنبلة. | العكس : الجمهورية العراقية، القيمة، ورقة تبغ وسنبلة. |                      |
| الكتلة 5,6 غم                                                                                         | المعدن نحاس - نيكل                                                                                    | القطر 23 مليمتر                                      | السُمك 1,75 مليمتر                                    |                      |
| المصمم(ون) جيوفري كولي (Q110984098)                                                                   | المصمم(ون) جيوفري كولي (Q110984098)                                                                   | الحواف مخددة                                         | الحواف مخددة                                         |                      |
| الطرازات 1969 - 1990                                                                                  | الطرازات 1969 - 1990                                                                                  | الشكل دائري                                          | الشكل دائري                                          |                      |
| | |                                                      |                                                      |                      |
| ملاحظات – كمية الإصدار: 138 995 000 (KM #128) (Schön #34) (N #3300)                                   | |                                                      |                                                      |                      |
| 50 فلسا (1981)                                                                                        | |                                                      |                                                      |                      |

| \| 50 فلسا (1990) \|                                                                                  | \| 50 فلسا (1990) \|                                                                                  | \| 50 فلسا (1990) \|                                 | \| 50 فلسا (1990) \|                                 | \| 50 فلسا (1990) \| |
| --- | --- | ---------------------------------------------------- | ---------------------------------------------------- | -------------------- |
| تضاءلت قيمتها تدريجيا بسبب التضخم لكنها ألغيت رسميا عام 2004                                          | |                                                      |                                                      |                      |
| الوجه : ثلاث نخلات مع جداول تبين مجرى الماء من تحتها ومنظر نخيل في المؤخرة، السنة الهجرية والميلادية. | الوجه : ثلاث نخلات مع جداول تبين مجرى الماء من تحتها ومنظر نخيل في المؤخرة، السنة الهجرية والميلادية. | العكس : الجمهورية العراقية، القيمة، ورقة تبغ وسنبلة. | العكس : الجمهورية العراقية، القيمة، ورقة تبغ وسنبلة. |                      |
| الكتلة 5,6 غم                                                                                         | المعدن نحاس - نيكل                                                                                    | القطر 23 مليمتر                                      | السُمك 1,75 مليمتر                                    |                      |
| المصمم(ون) جيوفري كولي (Q110984098)                                                                   | المصمم(ون) جيوفري كولي (Q110984098)                                                                   | الحواف مخددة                                         | الحواف مخددة                                         |                      |
| الطرازات 1969 - 1990                                                                                  | الطرازات 1969 - 1990                                                                                  | الشكل دائري                                          | الشكل دائري                                          |                      |
| | |                                                      |                                                      |                      |
| ملاحظات – كمية الإصدار: ؟ (KM #128) (Schön #34) (N #3300)                                             | |                                                      |                                                      |                      |
| 50 فلسا (1990)                                                                                        | |                                                      |                                                      |                      |

#### إصدارات 100 فلس
| \| 100 فلس (1970) \|                                                                                  | \| 100 فلس (1970) \|                                                                                  | \| 100 فلس (1970) \|                                 | \| 100 فلس (1970) \|                                 | \| 100 فلس (1970) \| |
| --- | --- | ---------------------------------------------------- | ---------------------------------------------------- | -------------------- |
| تضاءلت قيمتها تدريجيا بسبب التضخم لكنها ألغيت رسميا عام 2004                                          | |                                                      |                                                      |                      |
| الوجه : ثلاث نخلات مع جداول تبين مجرى الماء من تحتها ومنظر نخيل في المؤخرة، السنة الهجرية والميلادية. | الوجه : ثلاث نخلات مع جداول تبين مجرى الماء من تحتها ومنظر نخيل في المؤخرة، السنة الهجرية والميلادية. | العكس : الجمهورية العراقية، القيمة، ورقة تبغ وسنبلة. | العكس : الجمهورية العراقية، القيمة، ورقة تبغ وسنبلة. |                      |
| الكتلة 11 غم                                                                                          | المعدن نحاس - نيكل                                                                                    | القطر 29 مليمتر                                      | السُمك 2,2 مليمتر                                     |                      |
| المصمم(ون) جيوفري كولي (Q110984098)                                                                   | المصمم(ون) جيوفري كولي (Q110984098)                                                                   | الحواف                                               | الحواف                                               |                      |
| الطرازات 1970 - 1979                                                                                  | |                                                      |                                                      |                      |
| | |                                                      |                                                      |                      |
| ملاحظات – كمية الإصدار: 6 000 000 (KM #129) (Schön #35) (N #4664)                                     | |                                                      |                                                      |                      |
| 100 فلس (1970)                                                                                        | |                                                      |                                                      |                      |

| \| 100 فلس (1972) \|                                                                                  | \| 100 فلس (1972) \|                                                                                  | \| 100 فلس (1972) \|                                 | \| 100 فلس (1972) \|                                 | \| 100 فلس (1972) \| |
| --- | --- | ---------------------------------------------------- | ---------------------------------------------------- | -------------------- |
| تضاءلت قيمتها تدريجيا بسبب التضخم لكنها ألغيت رسميا عام 2004                                          | |                                                      |                                                      |                      |
| الوجه : ثلاث نخلات مع جداول تبين مجرى الماء من تحتها ومنظر نخيل في المؤخرة، السنة الهجرية والميلادية. | الوجه : ثلاث نخلات مع جداول تبين مجرى الماء من تحتها ومنظر نخيل في المؤخرة، السنة الهجرية والميلادية. | العكس : الجمهورية العراقية، القيمة، ورقة تبغ وسنبلة. | العكس : الجمهورية العراقية، القيمة، ورقة تبغ وسنبلة. |                      |
| الكتلة 11 غم                                                                                          | المعدن نحاس - نيكل                                                                                    | القطر 29 مليمتر                                      | السُمك 2,2 مليمتر                                     |                      |
| المصمم(ون) جيوفري كولي (Q110984098)                                                                   | المصمم(ون) جيوفري كولي (Q110984098)                                                                   | الحواف                                               | الحواف                                               |                      |
| الطرازات 1970 - 1979                                                                                  | |                                                      |                                                      |                      |
| | |                                                      |                                                      |                      |
| ملاحظات – كمية الإصدار: 6 000 000 (KM #129) (Schön #35) (N #4664)                                     | |                                                      |                                                      |                      |
| 100 فلس (1972)                                                                                        | |                                                      |                                                      |                      |

| \| 100 فلس (1975) \|                                                                                  | \| 100 فلس (1975) \|                                                                                  | \| 100 فلس (1975) \|                                 | \| 100 فلس (1975) \|                                 | \| 100 فلس (1975) \| |
| --- | --- | ---------------------------------------------------- | ---------------------------------------------------- | -------------------- |
| تضاءلت قيمتها تدريجيا بسبب التضخم لكنها ألغيت رسميا عام 2004                                          | |                                                      |                                                      |                      |
| الوجه : ثلاث نخلات مع جداول تبين مجرى الماء من تحتها ومنظر نخيل في المؤخرة، السنة الهجرية والميلادية. | الوجه : ثلاث نخلات مع جداول تبين مجرى الماء من تحتها ومنظر نخيل في المؤخرة، السنة الهجرية والميلادية. | العكس : الجمهورية العراقية، القيمة، ورقة تبغ وسنبلة. | العكس : الجمهورية العراقية، القيمة، ورقة تبغ وسنبلة. |                      |
| الكتلة 11 غم                                                                                          | المعدن نحاس - نيكل                                                                                    | القطر 29 مليمتر                                      | السُمك 2,2 مليمتر                                     |                      |
| المصمم(ون) جيوفري كولي (Q110984098)                                                                   | المصمم(ون) جيوفري كولي (Q110984098)                                                                   | الحواف                                               | الحواف                                               |                      |
| الطرازات 1970 - 1979                                                                                  | |                                                      |                                                      |                      |
| | |                                                      |                                                      |                      |
| ملاحظات – كمية الإصدار: 12 000 000 (KM #129) (Schön #35) (N #4664)                                    | |                                                      |                                                      |                      |
| 100 فلس (1975)                                                                                        | |                                                      |                                                      |                      |

| \| 100 فلس (1979) \|                                                                                  | \| 100 فلس (1979) \|                                                                                  | \| 100 فلس (1979) \|                                 | \| 100 فلس (1979) \|                                 | \| 100 فلس (1979) \| |
| --- | --- | ---------------------------------------------------- | ---------------------------------------------------- | -------------------- |
| تضاءلت قيمتها تدريجيا بسبب التضخم لكنها ألغيت رسميا عام 2004                                          | |                                                      |                                                      |                      |
| الوجه : ثلاث نخلات مع جداول تبين مجرى الماء من تحتها ومنظر نخيل في المؤخرة، السنة الهجرية والميلادية. | الوجه : ثلاث نخلات مع جداول تبين مجرى الماء من تحتها ومنظر نخيل في المؤخرة، السنة الهجرية والميلادية. | العكس : الجمهورية العراقية، القيمة، ورقة تبغ وسنبلة. | العكس : الجمهورية العراقية، القيمة، ورقة تبغ وسنبلة. |                      |
| الكتلة 11 غم                                                                                          | المعدن نحاس - نيكل                                                                                    | القطر 29 مليمتر                                      | السُمك 2,2 مليمتر                                     |                      |
| المصمم(ون) جيوفري كولي (Q110984098)                                                                   | المصمم(ون) جيوفري كولي (Q110984098)                                                                   | الحواف                                               | الحواف                                               |                      |
| الطرازات 1970 - 1979                                                                                  | |                                                      |                                                      |                      |
| | |                                                      |                                                      |                      |
| ملاحظات – كمية الإصدار: 1 000 000 (KM #129) (Schön #35) (N #4664)                                     | |                                                      |                                                      |                      |
| 100 فلس (1979)                                                                                        | |                                                      |                                                      |                      |

#### إصدارات 250 فلسا
| \| 250 فلسا (1980) \|                                                                                 | \| 250 فلسا (1980) \|                                                                                 | \| 250 فلسا (1980) \|                                | \| 250 فلسا (1980) \|                                | \| 250 فلسا (1980) \| |
| --- | --- | ---------------------------------------------------- | ---------------------------------------------------- | --------------------- |
| تضاءلت قيمتها تدريجيا بسبب التضخم لكنها ألغيت رسميا عام 2004                                          | |                                                      |                                                      |                       |
| الوجه : ثلاث نخلات مع جداول تبين مجرى الماء من تحتها ومنظر نخيل في المؤخرة، السنة الهجرية والميلادية. | الوجه : ثلاث نخلات مع جداول تبين مجرى الماء من تحتها ومنظر نخيل في المؤخرة، السنة الهجرية والميلادية. | العكس : الجمهورية العراقية، القيمة، ورقة تبغ وسنبلة. | العكس : الجمهورية العراقية، القيمة، ورقة تبغ وسنبلة. |                       |
| الكتلة 10,4 غم                                                                                        | المعدن نحاس - نيكل                                                                                    | القطر 30 مليمتر                                      | السُمك 1,98 مليمتر                                    |                       |
| المصمم(ون) جيوفري كولي (Q110984098)                                                                   | المصمم(ون) جيوفري كولي (Q110984098)                                                                   | الحواف                                               | الحواف                                               |                       |
| الطرازات                                                                                              | |                                                      |                                                      |                       |
| | |                                                      |                                                      |                       |
| ملاحظات – كمية الإصدار: ??? (KM #147) (Schön #58) (N #4666)                                           | |                                                      |                                                      |                       |
| 250 فلسا (1980)                                                                                       | |                                                      |                                                      |                       |

| \| 250 فلسا (1981) \|                                                                                 | \| 250 فلسا (1981) \|                                                                                 | \| 250 فلسا (1981) \|                                | \| 250 فلسا (1981) \|                                | \| 250 فلسا (1981) \| |
| --- | --- | ---------------------------------------------------- | ---------------------------------------------------- | --------------------- |
| تضاءلت قيمتها تدريجيا بسبب التضخم لكنها ألغيت رسميا عام 2004                                          | |                                                      |                                                      |                       |
| الوجه : ثلاث نخلات مع جداول تبين مجرى الماء من تحتها ومنظر نخيل في المؤخرة، السنة الهجرية والميلادية. | الوجه : ثلاث نخلات مع جداول تبين مجرى الماء من تحتها ومنظر نخيل في المؤخرة، السنة الهجرية والميلادية. | العكس : الجمهورية العراقية، القيمة، ورقة تبغ وسنبلة. | العكس : الجمهورية العراقية، القيمة، ورقة تبغ وسنبلة. |                       |
| الكتلة 10,4 غم                                                                                        | المعدن نحاس - نيكل                                                                                    | القطر 30 مليمتر                                      | السُمك 1,98 مليمتر                                    |                       |
| المصمم(ون) جيوفري كولي (Q110984098)                                                                   | المصمم(ون) جيوفري كولي (Q110984098)                                                                   | الحواف                                               | الحواف                                               |                       |
| الطرازات                                                                                              | |                                                      |                                                      |                       |
| | |                                                      |                                                      |                       |
| ملاحظات – كمية الإصدار: 25 568 000 (KM #147) (Schön #58) (N #4666)                                    | |                                                      |                                                      |                       |
| 250 فلسا (1981)                                                                                       | |                                                      |                                                      |                       |

| \| 250 فلسا (1990) \|                                                                                 | \| 250 فلسا (1990) \|                                                                                 | \| 250 فلسا (1990) \|                                | \| 250 فلسا (1990) \|                                | \| 250 فلسا (1990) \| |
| --- | --- | ---------------------------------------------------- | ---------------------------------------------------- | --------------------- |
| تضاءلت قيمتها تدريجيا بسبب التضخم لكنها ألغيت رسميا عام 2004                                          | |                                                      |                                                      |                       |
| الوجه : ثلاث نخلات مع جداول تبين مجرى الماء من تحتها ومنظر نخيل في المؤخرة، السنة الهجرية والميلادية. | الوجه : ثلاث نخلات مع جداول تبين مجرى الماء من تحتها ومنظر نخيل في المؤخرة، السنة الهجرية والميلادية. | العكس : الجمهورية العراقية، القيمة، ورقة تبغ وسنبلة. | العكس : الجمهورية العراقية، القيمة، ورقة تبغ وسنبلة. |                       |
| الكتلة 10,4 غم                                                                                        | المعدن نحاس - نيكل                                                                                    | القطر 30 مليمتر                                      | السُمك 1,98 مليمتر                                    |                       |
| المصمم(ون) جيوفري كولي (Q110984098)                                                                   | المصمم(ون) جيوفري كولي (Q110984098)                                                                   | الحواف                                               | الحواف                                               |                       |
| الطرازات                                                                                              | |                                                      |                                                      |                       |
| | |                                                      |                                                      |                       |
| ملاحظات – كمية الإصدار: ??? (KM #147) (Schön #58) (N #4666)                                           | |                                                      |                                                      |                       |
| 250 فلسا (1990)                                                                                       | |                                                      |                                                      |                       |

#### إصدارات 500 فلس (فلسا)
| \| 500 فلس (1982) \|                                                                                  | \| 500 فلس (1982) \|                                                                                  | \| 500 فلس (1982) \|                                 | \| 500 فلس (1982) \|                                 | \| 500 فلس (1982) \| |
| --- | --- | ---------------------------------------------------- | ---------------------------------------------------- | -------------------- |
| تضاءلت قيمتها تدريجيا بسبب التضخم لكنها ألغيت رسميا عام 2004                                          | |                                                      |                                                      |                      |
| الوجه : ثلاث نخلات مع جداول تبين مجرى الماء من تحتها ومنظر نخيل في المؤخرة، السنة الهجرية والميلادية. | الوجه : ثلاث نخلات مع جداول تبين مجرى الماء من تحتها ومنظر نخيل في المؤخرة، السنة الهجرية والميلادية. | العكس : الجمهورية العراقية، القيمة، ورقة تبغ وسنبلة. | العكس : الجمهورية العراقية، القيمة، ورقة تبغ وسنبلة. |                      |
| الكتلة 9 غم                                                                                           | المعدن نيكل                                                                                           | القطر 30 مليمتر                                      | السُمك 1,73 مليمتر                                    |                      |
| المصمم(ون) جيوفري كولي (Q110984098)                                                                   | المصمم(ون) جيوفري كولي (Q110984098)                                                                   | الحواف                                               | الحواف                                               |                      |
| الطرازات                                                                                              | |                                                      |                                                      |                      |
| | |                                                      |                                                      |                      |
| ملاحظات – كمية الإصدار: ??? (KM #165) (Schön #59) (N #4667)                                           | |                                                      |                                                      |                      |
| 500 فلس (1982)                                                                                        | |                                                      |                                                      |                      |

| \| 500 فلسا (1982) \|                                                                                 | \| 500 فلسا (1982) \|                                                                                 | \| 500 فلسا (1982) \|                                | \| 500 فلسا (1982) \|                                | \| 500 فلسا (1982) \| |
| --- | --- | ---------------------------------------------------- | ---------------------------------------------------- | --------------------- |
| تضاءلت قيمتها تدريجيا بسبب التضخم لكنها ألغيت رسميا عام 2004                                          | |                                                      |                                                      |                       |
| الوجه : ثلاث نخلات مع جداول تبين مجرى الماء من تحتها ومنظر نخيل في المؤخرة، السنة الهجرية والميلادية. | الوجه : ثلاث نخلات مع جداول تبين مجرى الماء من تحتها ومنظر نخيل في المؤخرة، السنة الهجرية والميلادية. | العكس : الجمهورية العراقية، القيمة، ورقة تبغ وسنبلة. | العكس : الجمهورية العراقية، القيمة، ورقة تبغ وسنبلة. |                       |
| الكتلة 9 غم                                                                                           | المعدن نيكل                                                                                           | القطر 30 مليمتر                                      | السُمك 1,73 مليمتر                                    |                       |
| المصمم(ون) جيوفري كولي (Q110984098)                                                                   | المصمم(ون) جيوفري كولي (Q110984098)                                                                   | الحواف                                               | الحواف                                               |                       |
| الطرازات                                                                                              | |                                                      |                                                      |                       |
| | |                                                      |                                                      |                       |
| ملاحظات – كمية الإصدار: ??? (KM #165a) (Schön #59) (N #4667)                                          | |                                                      |                                                      |                       |
| 500 فلسا (1982)                                                                                       | |                                                      |                                                      |                       |

#### إصدارات 1 دينار
| \| 1 دينار (1981) \|                                                                                  | \| 1 دينار (1981) \|                                                                                  | \| 1 دينار (1981) \|                                 | \| 1 دينار (1981) \|                                 | \| 1 دينار (1981) \| |
| --- | --- | ---------------------------------------------------- | ---------------------------------------------------- | -------------------- |
| تضاءلت قيمتها تدريجيا بسبب التضخم لكنها ألغيت رسميا عام 2004                                          | |                                                      |                                                      |                      |
| الوجه : ثلاث نخلات مع جداول تبين مجرى الماء من تحتها ومنظر نخيل في المؤخرة، السنة الهجرية والميلادية. | الوجه : ثلاث نخلات مع جداول تبين مجرى الماء من تحتها ومنظر نخيل في المؤخرة، السنة الهجرية والميلادية. | العكس : الجمهورية العراقية، القيمة، ورقة تبغ وسنبلة. | العكس : الجمهورية العراقية، القيمة، ورقة تبغ وسنبلة. |                      |
| الكتلة 13 غم                                                                                          | المعدن نيكل                                                                                           | القطر 33 مليمتر                                      | السُمك 2,02 مليمتر                                    |                      |
| المصمم(ون) جيوفري كولي (Q110984098)                                                                   | المصمم(ون) جيوفري كولي (Q110984098)                                                                   | الحواف                                               | الحواف                                               |                      |
| الطرازات                                                                                              | |                                                      |                                                      |                      |
| | |                                                      |                                                      |                      |
| ملاحظات – كمية الإصدار: ??? (KM #170) (Schön #60) (N #4661)                                           | |                                                      |                                                      |                      |
| 1 دينار (1981)                                                                                        | |                                                      |                                                      |                      |

## إصدارات جمهورية العراق (بعد 2003)
| \| 25 دينار (2004) \|                           | \| 25 دينار (2004) \|                           | \| 25 دينار (2004) \|                              | \| 25 دينار (2004) \|                              | \| 25 دينار (2004) \| |
| ----------------------------------------------- | ----------------------------------------------- | -------------------------------------------------- | -------------------------------------------------- | --------------------- |
| مسحوبة من التداول                               |                                                 |                                                    |                                                    |                       |
| الوجه : خريطة العراق، السنة الهجرية والميلادية. | الوجه : خريطة العراق، السنة الهجرية والميلادية. | العكس : البنك المركزي العراقي، القيمة رقما وكتابة. | العكس : البنك المركزي العراقي، القيمة رقما وكتابة. |                       |
| الكتلة 2,5 غم                                   | المعدن فولاذ مغطى بالنحاس                       | القطر 17,5 مليمتر                                  | السُمك 1,6 مليمتر                                   |                       |
| المصمم(ون)                                      | المصمم(ون)                                      | الحواف                                             | الحواف                                             |                       |
| الطرازات                                        |                                                 |                                                    |                                                    |                       |
|                                                 |                                                 |                                                    |                                                    |                       |
| ملاحظات – (KM #175) (Schön #79) (N #4662)       |                                                 |                                                    |                                                    |                       |
| 25 دينار (2004)                                 |                                                 |                                                    |                                                    |                       |

| \| 50 دينار (2004) \|                           | \| 50 دينار (2004) \|                           | \| 50 دينار (2004) \|                              | \| 50 دينار (2004) \|                              | \| 50 دينار (2004) \| |
| ----------------------------------------------- | ----------------------------------------------- | -------------------------------------------------- | -------------------------------------------------- | --------------------- |
| مسحوبة من التداول                               |                                                 |                                                    |                                                    |                       |
| الوجه : خريطة العراق، السنة الهجرية والميلادية. | الوجه : خريطة العراق، السنة الهجرية والميلادية. | العكس : البنك المركزي العراقي، القيمة رقما وكتابة. | العكس : البنك المركزي العراقي، القيمة رقما وكتابة. |                       |
| الكتلة 3,4 غم                                   | المعدن فولاذ مغطى بالنحاس الأصفر                | القطر 20 مليمتر                                    | السُمك 1,7 مليمتر                                   |                       |
| المصمم(ون)                                      | المصمم(ون)                                      | الحواف                                             | الحواف                                             |                       |
| الطرازات                                        |                                                 |                                                    |                                                    |                       |
|                                                 |                                                 |                                                    |                                                    |                       |
| ملاحظات – (KM #176) (Schön #80) (N #4663)       |                                                 |                                                    |                                                    |                       |
| 50 دينار (2004)                                 |                                                 |                                                    |                                                    |                       |

| \| 100 دينار (2004) \|                          | \| 100 دينار (2004) \|                          | \| 100 دينار (2004) \|                             | \| 100 دينار (2004) \|                             | \| 100 دينار (2004) \| |
| ----------------------------------------------- | ----------------------------------------------- | -------------------------------------------------- | -------------------------------------------------- | ---------------------- |
| مسحوبة من التداول                               |                                                 |                                                    |                                                    |                        |
| الوجه : خريطة العراق، السنة الهجرية والميلادية. | الوجه : خريطة العراق، السنة الهجرية والميلادية. | العكس : البنك المركزي العراقي، القيمة رقما وكتابة. | العكس : البنك المركزي العراقي، القيمة رقما وكتابة. |                        |
| الكتلة 4,3 غم                                   | المعدن فولاذ مقاوم للصدأ                        | القطر 22 مليمتر                                    | السُمك 1,65 مليمتر                                  |                        |
| المصمم(ون)                                      | المصمم(ون)                                      | الحواف                                             | الحواف                                             |                        |
| الطرازات                                        |                                                 |                                                    |                                                    |                        |
|                                                 |                                                 |                                                    |                                                    |                        |
| ملاحظات – (KM #177) (Schön #81) (N #4665)       |                                                 |                                                    |                                                    |                        |
| 100 دينار (2004)                                |                                                 |                                                    |                                                    |                        |